# 加越能バス

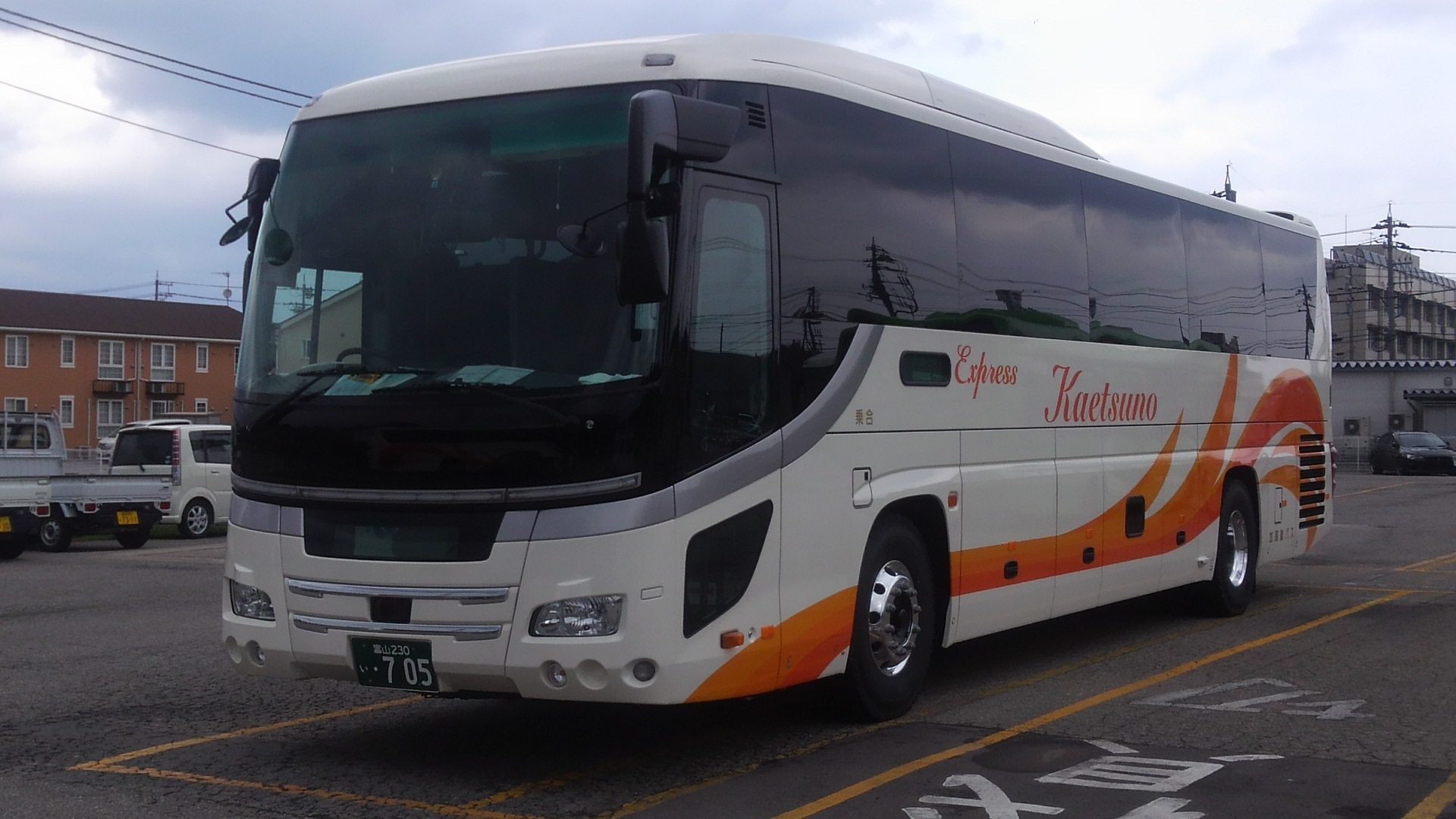
高速バス車両

加越能バス株式会社（かえつのうバス、英: Kaetsunou Bus Co., Ltd.）は、富山県西部を中心に路線バスや高速バスを運行するバス事業者。路線バス・高速バス事業のほか、貸切バス事業や旅行業、保険代理店業、スポーツクラブ事業も行う。富山地方鉄道の連結子会社である。
旧社名は加越能鉄道株式会社（かえつのうてつどう、英: Kaetsunou Railway Co.）で、鉄道・軌道を保有・運営する鉄道事業者だった。2002年に万葉線を第三セクターの万葉線株式会社へ譲渡したのを最後に鉄軌道事業から撤退し、2012年に現行の社名へ変更した。

## 歴史
- 1950年（昭和25年）10月23日[2]：加越能三国（石川県を含む旧加賀国・越中国・能登国）を結ぶ鉄道を敷設する計画を遂行するために、富山地方鉄道（地鉄）の出資（後に北陸鉄道や富山県、石川県と同県金沢市も出資した）によって加越能鉄道株式会社として設立。地鉄から加越線（石動駅 - 青島町駅（後の庄川町駅））と富山県西部のバス事業を譲受。
- 1959年（昭和34年）4月1日：地鉄から高岡軌道線（地鉄高岡駅 - 米島口駅 - 新湊駅（現在の六渡寺駅））、伏木線（米島口駅 - 伏木港駅）を譲受。
- 1966年（昭和41年）4月5日：富山新港の建設による地鉄射水線の分断に伴い、新港西側の越ノ潟駅 - 新湊駅を譲受し、新湊港線とする。
- 1971年（昭和46年）9月1日：伏木線を廃止。
- 1972年（昭和47年）9月16日：加越線を廃止。
- 2002年（平成14年）2月1日：万葉線（高岡軌道線・新湊港線）を第三セクターの万葉線株式会社に譲渡し、鉄軌道事業から撤退。
- 2012年（平成24年）10月1日：社名を事業実態に合わせて、「加越能バス株式会社」に変更[3]。
- 2015年（平成27年）3月10日：北陸新幹線の長野駅 - 金沢駅間延伸開業に先立ち、路線バスの大規模なダイヤ改正を実施[4]。

## 歴代社長
1. 佐伯宗義
2. 西泰蔵
3. 武田儀八郎
4. 綿貫民輔
5. 西泰蔵
6. 舟木信成
7. 四十万小祐
8. 高田秀穂
9. 成瀬清弘
10. 緒方裕
11. 松原信恭
12. 板谷洋（1993年 - 1999年）
13. 三川勝之（1999年 - 2007年）
14. 桑名博勝（2007年 - 2009年）[注釈 2]
15. 川岸宏（2009年 - 2013年）[注釈 2]
16. 桑名博勝（2013年 - 2015年）[注釈 2][注釈 3]
17. 稲田祐治（2015年 - 2021年）
18. 中田邦彦（2021年 -2023年 ）
19. 松井康浩（2023年-）

## バス事業

### 一般路線バス
富山県西部の高岡市を中心に氷見市、射水市、小矢部市、砺波市、南砺市にて路線バス事業を展開し、一部は石川県金沢市にも路線を延ばしている。高岡営業所（本社）のほか、氷見営業所、砺波営業所がある。かつては小矢部市などにも営業所を有していた。
北陸新幹線の長野駅-金沢駅間延伸開業に先立つ2015年3月10日より、高岡駅南口-新高岡駅間において、高頻度の運行を行っていた。実際の運行上は、高岡駅と各方面を結ぶ路線において一部の便が当該区間に乗り入れるものが大半であったが、高岡駅の北側から直通する系統は2024年10月1日のダイヤ改正で完全に廃止された。富山県西部6市と両駅を結ぶことや両停留所を毎時06、16、…、56分に発車していたことから、かつては「シャトル6」の愛称が付けられていた。運行経路は、高岡駅南口→新高岡駅方向が
- 高岡駅前→高岡駅南口→瑞龍寺口→イオンモール口→新高岡駅→イオンモール南→済生会高岡病院

新高岡駅→高岡駅南口方向が
- 済生会高岡病院→高岡テクノドーム→イオンモール高岡→新高岡駅→瑞龍寺口→高岡駅南口→高岡駅前

であった。ただし、路線や便によっては高岡駅前-高岡駅南口間、新高岡駅-済生会高岡病院間は運行・経由しなかった。
このほか、2019年6月29日より瑞龍寺線シャトルバスの運行をしていたが、新型コロナウイルスの影響で運休し、2022年4月1日に廃止された。
2021年8月1日から、高岡駅前を発着・経由する路線に系統番号を導入した。下り便の番号は十の位が方面別に振られた行き先ごとの2桁で、上り便の番号は市内側の行き先を示す百の位を加えた3桁で表示される。十の位は1が守山・氷見方面、2が伏木・氷見方面、3が国吉・氷見方面、4が城光寺方面、5が福岡・石動方面、6が戸出・砺波方面、7が中田方面、8が石堤方面である。百の位は1が高岡駅前行き、2が新高岡駅行き、3が済生会高岡病院行き、4がイオンモール高岡行きである。この系統番号はその後付番規則自体が変更された。
「生活交通路線」の注記をした路線は生活交通路線の指定を受け、国・富山県・岐阜県・沿線市町村の補助を受けている。
下記に示す路線名は運賃表によるが、他が存在しない場合の経由地は省いた。また案内上の路線名と異なるものは個別に注記した。

#### 高岡市内線
- ○1：高岡駅前→古城公園→高岡市民病院→ハローワーク高岡前（4系統から直通運転）
- ○2：高岡駅前←古城公園←高岡市民病院←ハローワーク高岡前（3系統に直通運転）
- △3：高岡駅前→横田本町→瑞穂町→羽広→厚生連病院前→博労町→高岡駅前
- △4：高岡駅前←横田本町←瑞穂町←羽広←厚生連病院前←博労町←高岡駅前

#### 高岡駅南口〜新高岡駅線
- 10（旧 下り200系統・上り100系統）：高岡駅南口 - 瑞龍寺口 - イオンモール口 - 新高岡駅
  - 2024年10月1日：高岡駅南口〜イオンモール高岡線（下り400系統、上り100系統）を廃止、高岡駅南口〜新高岡駅線（旧 下り200系統・上り100系統）は存続[5]。

#### 高岡駅南口～済生会高岡病院線
- 10：高岡駅南口 - 瑞龍寺口 - 新高岡駅 - 済生会高岡病院
  - 2024年10月1日：新設[5]。

#### 第一高校線
- 末広町 - 横田本町 - 第一高校前

#### 脇線
- 47（旧10）：高岡駅前 - 広小路 - 四ツ屋 - 新守山 - 氷見駅口 - ひみ阿尾の浦温泉 - 岩井戸温泉 - 九殿浜 - 脇（生活交通路線）
  - 2015年3月10日：高岡駅前 - 済生会高岡病院間を延伸[6]。
  - 2024年10月1日：高岡駅前 - 済生会高岡病院間を廃止[5]。

終点の脇で、北鉄能登バス脇線（七尾駅方面）に接続している。生活交通路線の指定を受けており、自治体の補助により維持されている。氷見市街地を抜けると日本海沿いに走る路線で、晴天時には、立山連峰を望む絶景が楽しめる。途中、上記の温泉街も経由するため生活路線と観光路線の双方を併せ持っている。

#### 新守山経由氷見線
- 46（旧11）：高岡駅前 - 広小路 - 四ツ屋 - 新守山 - 柳田 - 氷見駅口 - 氷見中央 - 氷見営業所 - 氷見市民病院（生活交通路線）
  - 1989年11月6日：バスロケーションシステムを導入。
  - 2015年3月10日：高岡駅前 - 済生会高岡病院間を延伸[6]。
  - 2024年10月1日：高岡駅前 - 済生会高岡病院間を廃止[5]。

#### 伏木経由氷見線
- 42（旧20）：高岡駅前 - 広小路 - ハローワーク高岡前 - 米島 - 矢田 - 伏木駅前 - 国分 - 雨晴駅前 - 中村記念病院 - 柳田 - 氷見駅口 - 氷見中央 - 氷見営業所 - 氷見市民病院（生活交通路線）
  - 2015年3月10日：高岡駅前 - 済生会高岡病院間を延伸[6]。
  - 2024年10月1日：高岡駅前 - 済生会高岡病院間を廃止[5]。

国分から雨晴付近にかけては、日本海・富山湾沿いを走行し、晴天時には立山連峰を望む絶景が楽しめる。

#### 高岡ふしき病院経由氷見線
- 44（旧24）：高岡駅前 - 広小路 - ハローワーク高岡前 - 米島 - 矢田神社前 - 高岡ふしき病院 - 古府 - 伏木一の宮 - 中村記念病院 - 柳田 - 氷見駅口 - 氷見中央 - 氷見営業所 - 氷見市民病院
  - 2014年4月1日：運行系統名を社会保険高岡病院経由氷見線から高岡ふしき病院経由氷見線に変更[10]。
  - 2015年3月10日：高岡駅前 - 済生会高岡病院間を延伸[6]。
  - 2024年10月1日：高岡駅前 - 済生会高岡病院間を廃止[5]。

国分から雨晴付近にかけては、日本海・富山湾沿いを走行し、晴天時には立山連峰を望む絶景が楽しめる。

#### 伏木循環線
- 40（旧26）：高岡駅前→広小路→ハローワーク高岡前→米島→矢田神社前→伏木一の宮→国分→伏木駅前→矢田→米島→（中略）→ 高岡駅前（西回り伏木循環）
- 45（旧27）：高岡駅前→広小路→ハローワーク高岡前→米島→矢田神社前→伏木一の宮→国分→伏木駅前→矢田（西回り伏木循環）
  - 1989年11月6日：バスロケーションシステムを導入。
  - 2015年3月10日：新高岡駅着・イオンモール高岡発に変更[6]。
  - 2022年4月1日：イオン～矢田線・新高岡駅～矢田神社線を廃止し高岡駅前発着に統一[11]。

早朝に矢田神社前始発、深夜に矢田止まりの運行がある。

#### 古府循環線
伏木循環線が高岡ふしき病院経由になったものである。
- 41（旧21）：高岡駅前→広小路→ハローワーク高岡前→米島→矢田→伏木駅前→国分→伏木一の宮→高岡ふしき病院→矢田神社前→米島→（中略）→高岡駅前（東回り伏木循環）
- 40（旧25）：高岡駅前→広小路→ハローワーク高岡前→米島→矢田神社前→高岡ふしき病院→伏木一の宮→国分→伏木駅前→矢田→米島→（中略）→ 高岡駅前（西回り伏木循環）
  - 1989年11月6日：バスロケーションシステムを導入。
  - 2003年4月1日：イオン高岡経由で済生会病院へ延伸[12]。
  - 2015年3月10日：済生会病院に乗り入れる系統を新高岡駅着・イオンモール高岡発に、一部便を高岡市民病院経由に変更[6]。
  - 2022年4月1日：古府循環イオン線・古府循環新高岡駅線を廃止し高岡駅前発着に統一[11]。
  - 2024年10月1日：市民病院経由伏木循環線（東回り22系統、西回り23系統）を廃止[5]。

#### 富大高岡循環線
- 48：高岡駅前→富大高岡→米島口→高岡駅前
  - 2024年10月1日：新設[5]。

#### 仏生寺経由氷見線
- 32（旧30）：高岡駅前 - 横田本町 - 高岡商業高校前 - 佐加野 - 頭川 - 仏生寺 - 万尾 - 氷見駅口 - 氷見中央 - 氷見営業所 - 氷見市民病院（生活交通路線）
  - 2015年3月10日：高岡駅前 - 済生会高岡病院間を延伸[6]。
  - 2024年10月1日：高岡駅前 - 済生会高岡病院間を廃止[5]。

#### 国吉線
- 30（旧31）：高岡駅前 - 横田本町 - 高岡商業高校前 - 佐加野 - 国吉
  - 2003年4月1日：イオン高岡経由で済生会病院へ延伸[12]。
  - 2015年3月10日：済生会病院に乗り入れる系統を新高岡駅着・イオンモール高岡発に変更[6]。
  - かつては勝木原まで運行する路線「西広谷線」であったが、2019年10月1日のダイヤ改正で、国吉-勝木原間が廃止された。
  - 2022年4月1日：イオンモール高岡に乗り入れる系統（イオン〜国吉線）を廃止[11]。

#### 南波岡線
- 31（旧32）：高岡駅前 - 横田本町 - 高岡商業高校前 - 南波岡
  - 平日のみの運行。

#### 高岡〜石動〜アウトレットパーク線
- 36（旧50）：高岡駅前 - 横田本町 - 内島 - 福岡町 - 大滝 - 石動駅前（生活交通路線）
- 37（旧51）：高岡駅前 - 横田本町 - 内島 - 福岡町 - 大滝 - 石動駅前 - 総合会館口 - 三井アウトレットパーク北陸小矢部
- アウトレットシャトル：石動駅前 - 総合会館口 - 三井アウトレットパーク北陸小矢部
  - 2015年3月10日：高岡駅前 - 済生会高岡病院間を延伸[6]。
  - 2015年7月13日：石動駅前 - 三井アウトレットパーク北陸小矢部間を延伸、アウトレットシャトル運行開始[13]。
  - 2024年10月1日：高岡駅前 - 済生会高岡病院間を廃止[5]。

#### 庄川町線
- 20（旧60）：高岡駅南口 - 新高岡駅 - （済生会高岡病院） - 佐野新町 - 市野瀬 - 戸出町 - 油田  - 砺波市役所前 - 砺波駅前 - 砺波総合病院前 - 荒高屋 - 井波 - 庄川支所前 - 庄川町（生活交通路線）
- 21（旧60）：高岡駅南口 - 鐘紡町 - 佐野新町 - 市野瀬 - 戸出団地 - 戸出町 - 油田  - 砺波市役所前 - 砺波駅前 - 砺波総合病院前 - 荒高屋 - 井波 - 庄川支所前 - 庄川町（生活交通路線）
  - 2002年3月末：越中庄川荘までに短縮された。
  - 2004年2月末：越中庄川荘が閉館になったため、現在のルートになった。
  - 2015年3月10日：新高岡駅経由の「新高岡駅経由庄川町線」を新設[6]。
  - 2017年4月1日：砺波総合病院・イオンモールとなみ経由の「砺波総合病院経由庄川町線」に変更[14]。
  - 2024年10月1日：高岡駅前 - 高岡駅南口間を廃止、市野瀬 - 戸出町間で戸出団地経由から池田町経由に変更（鐘紡町経由を除く）、砺波総合病院前 - 表町間のイオンモールとなみ、新富町停留所を廃止、井波中央 - 庄川支所前間で今町、庄川中央経由から木彫りの里前、南砺市民病院口経由に変更[5]。

#### 小牧線
- 23（旧61）：高岡駅南口 - 新高岡駅 - （済生会高岡病院） - 佐野新町 - 市野瀬 - 戸出町 - 油田  - 砺波市役所前 - 砺波駅前 - 砺波総合病院前 - 荒高屋 - 井波 - 庄川支所前 - 小牧（旧・小牧堰堤）
  - 2015年3月10日：新高岡駅経由の「新高岡駅経由小牧線」に変更[6]。
  - 2017年4月1日：砺波総合病院・イオンモールとなみ経由の「砺波総合病院経由小牧線」に変更[14]。
  - 2024年10月1日：高岡駅前 - 高岡駅南口間を廃止、市野瀬 - 戸出町間で戸出団地経由から池田町経由に変更（鐘紡町経由を除く）、砺波総合病院前 - 表町間のイオンモールとなみ、新富町停留所を廃止、井波中央 - 庄川支所前間で今町、庄川中央経由から木彫りの里前、南砺市民病院口経由に変更[5]。

小牧より庄川遊覧船に乗り換えることができる。なお、庄川中央-庄川中学校口間および庄川水記念公園前-上金屋間は、自由乗降区間になっており、バス停以外でも乗降可能である。この路線は、かつて、国道156号をそのまま南下して、西赤尾まで延びていた。

#### 高岡法科大学線
- 24（旧62）：高岡駅南口 - 新高岡駅 - （済生会高岡病院） - 佐野新町 - 市野瀬 - 戸出町 - 戸出駅前 - 高岡法科大学前
  - 2015年3月10日：新高岡駅経由の「新高岡駅経由高岡法科大学線」に変更[6]。
  - 2024年10月1日：高岡駅前 - 高岡駅南口間を廃止[5]。

#### 戸出東部小学校線
- 25（旧63）：高岡駅南口 - 新高岡駅 - 二塚 - 佐野新町 - 市野瀬 - 池田町 - 戸出東部小学校前
  - 2015年3月10日：庄川町線の戸出東部小学校経由便に代わって運行開始[6]。
  - 2024年10月1日：高岡駅前 - 高岡駅南口間を廃止[5]。

#### 中田町線
- 11（旧70）：高岡駅南口 - 新高岡駅 - 済生会高岡病院 - 広上北部 - 中田団地 - 中田町 - 中田中学校前（生活交通路線）

#### 石堤循環線
- 35（旧80）：高岡駅前→博労町→厚生連病院前→羽広→荒屋敷→石堤→新生苑前→荒屋敷→(中略)→高岡駅前

#### 富山高専線
- 高岡駅前-大島分庁舎前-富山高専
  - 2020年4月1日：運行開始[15]。

平日のみの運行で、土休日と休校日には運行されない。高岡駅前-大島分庁舎前間は富山地鉄バスの路線と重複するため、この区間のみの利用はできない。

#### 氷見市民病院〜脇線
- 氷見市民病院 - 氷見営業所 - 氷見中央 - 氷見駅口 - ひみ阿尾の浦温泉 - 岩井戸温泉 - 九殿浜 - 脇

#### 氷見高校線
- 氷見駅前 - 氷見駅口 - 氷見高校前(平日のみ運行。土・日・祝日・休校日は運休)

#### ひみ番屋街線
- 氷見駅前 - 氷見中央 - ひみ番屋街（氷見市街地周遊バス）
  - 氷見営業所の管轄である[16]。
  - 平日は市街地循環線の運行があるため運休[16]。
  - 2012年10月1日：ひみ番屋街の開業に合わせて運行開始[17]。

#### 氷見市民病院線
- 氷見駅前 - 氷見中央 - ひみ番屋街 - 加納 - 氷見営業所 - 氷見市民病院（氷見市街地周遊バス）
  - 氷見営業所の管轄である[16]。
  - 日曜日・祝日は運休[16]。
  - 2012年10月1日：ひみ番屋街の開業に合わせて運行開始[17]。

#### 市街地循環線
- 氷見市民病院 - 氷見営業所 - 氷見駅前 - 氷見中央 - ひみ番屋街 - 加納 - 氷見営業所 - 氷見市民病院（氷見市街地周遊バス）
  - 氷見営業所の管轄である[16]。
  - 日曜日・祝日は運休[16]。
  - 2013年3月16日：運行開始[18]。

#### 加越線
- 石動駅南口 - 薮波 - 津沢町 - 福野 - 福野駅前 - 高瀬神社前 - 井波 - 北川
  - この路線は、1972年に廃止された加越能鉄道加越線を引き継いだもので、車窓からは線路跡を見ることができる。
  - 2019年12月1日：北川-庄川町間が廃止された。

#### くりから不動寺線
- 石動駅前 - 南谷 - くりから不動寺
  - 毎月28日のみ運行。土砂崩れの影響により、2020年8月より、運休中。

#### 若林線
- 砺波市役所前 - 砺波駅前 - 砺波総合病院前 - イオンモールとなみ前 - 若林農協前 - 園芸高校前 - 鷲ヶ島 - 石動駅南口
  - 2017年4月1日：土日祝日運休に変更[14]。

#### 砺波総合運動公園線
- 砺波駅南 - 砺波市役所前 - 秋元 - 砺波総合運動公園前 - 庄東センター - 太田 - 矢木 - アピタ前 - 砺波駅南 - 砺波総合病院前 - 砺波市役所前

#### 平高校線
- 庄川町 - 井波 - 井口 - 城端駅前 - 平高校前

庄川町 - 城端駅前のみの利用はできない。

#### 南砺〜金沢線
- 井波 - 安清 -（城端駅前）- 福光駅前 - ぬく森の郷 - 二俣 - 金沢大学中央 - 若松 - 金沢星稜大学 - 金沢駅西口
  - 石川県道・富山県道27号金沢井波線を経由して、南砺市と石川県金沢市を結ぶ路線である。
  - 実証実験開始以降いずれの期間においても、北鉄バスの営業エリアである金沢大学中央-金沢駅西口間のみの乗車はできない。
  - 2015年3月1日：北陸新幹線延伸開業に伴う南砺市の社会実験として、井波〜福光駅前〜金沢駅西口間で運行開始[19]。
  - 2015年8月1日：城端駅前〜福光駅前〜金沢駅西口間に変更[20]。
  - 2015年12月1日：福光駅前〜金沢駅西口間に変更[21]。
  - 2016年4月1日：南砺市側の発着地を井波として本格運行を開始した[22]。なお、社会実験時は運賃支払い時になんバス（南砺市営バス）の回数券を使用することができたが、本格運行開始に伴い使用できなくなった。
  - 2020年4月1日：一部の便を城端駅前経由の「城端駅前経由南砺〜金沢線」に振り替え[23]。

### 観光路線バス

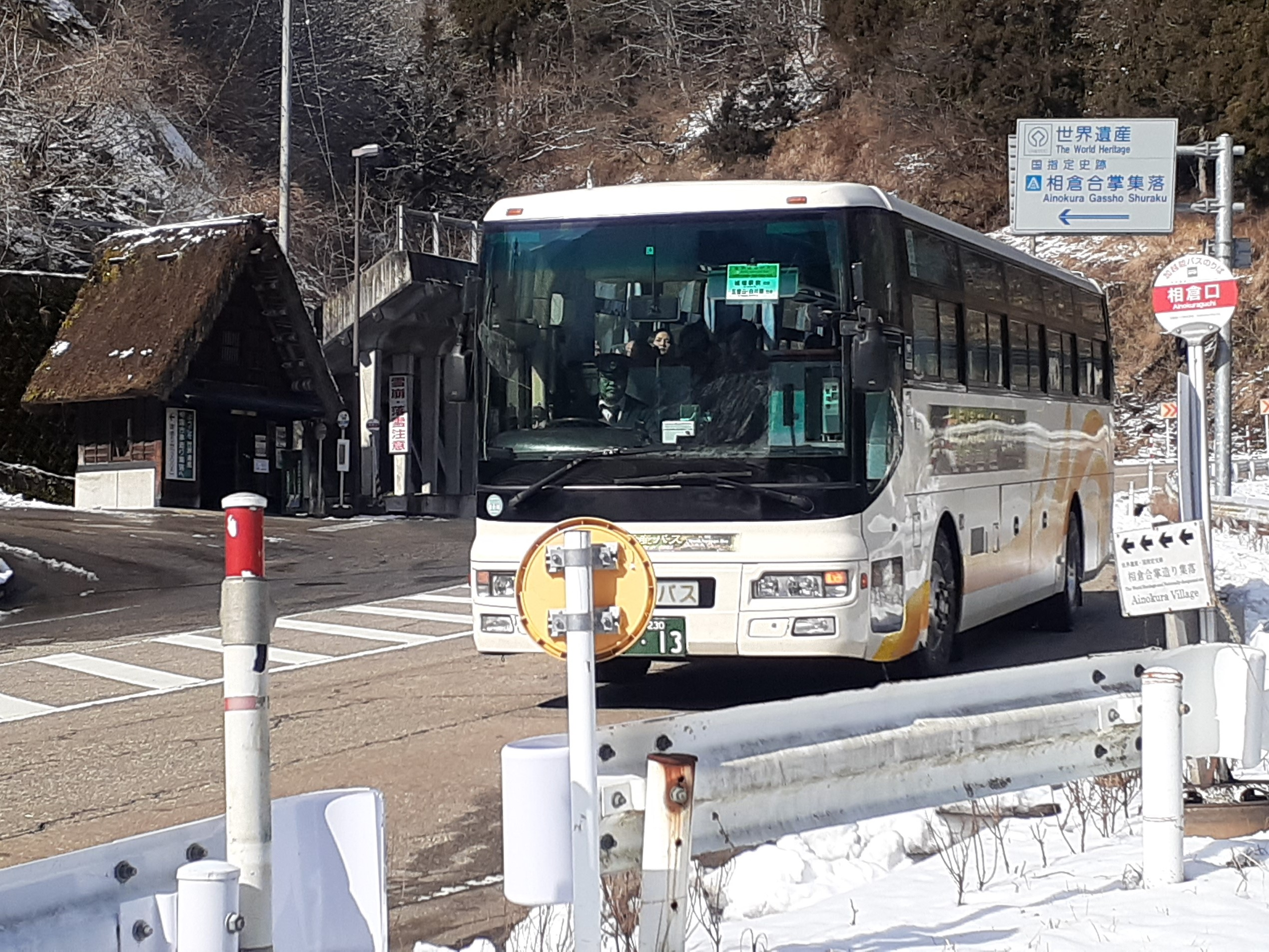
世界遺産バス

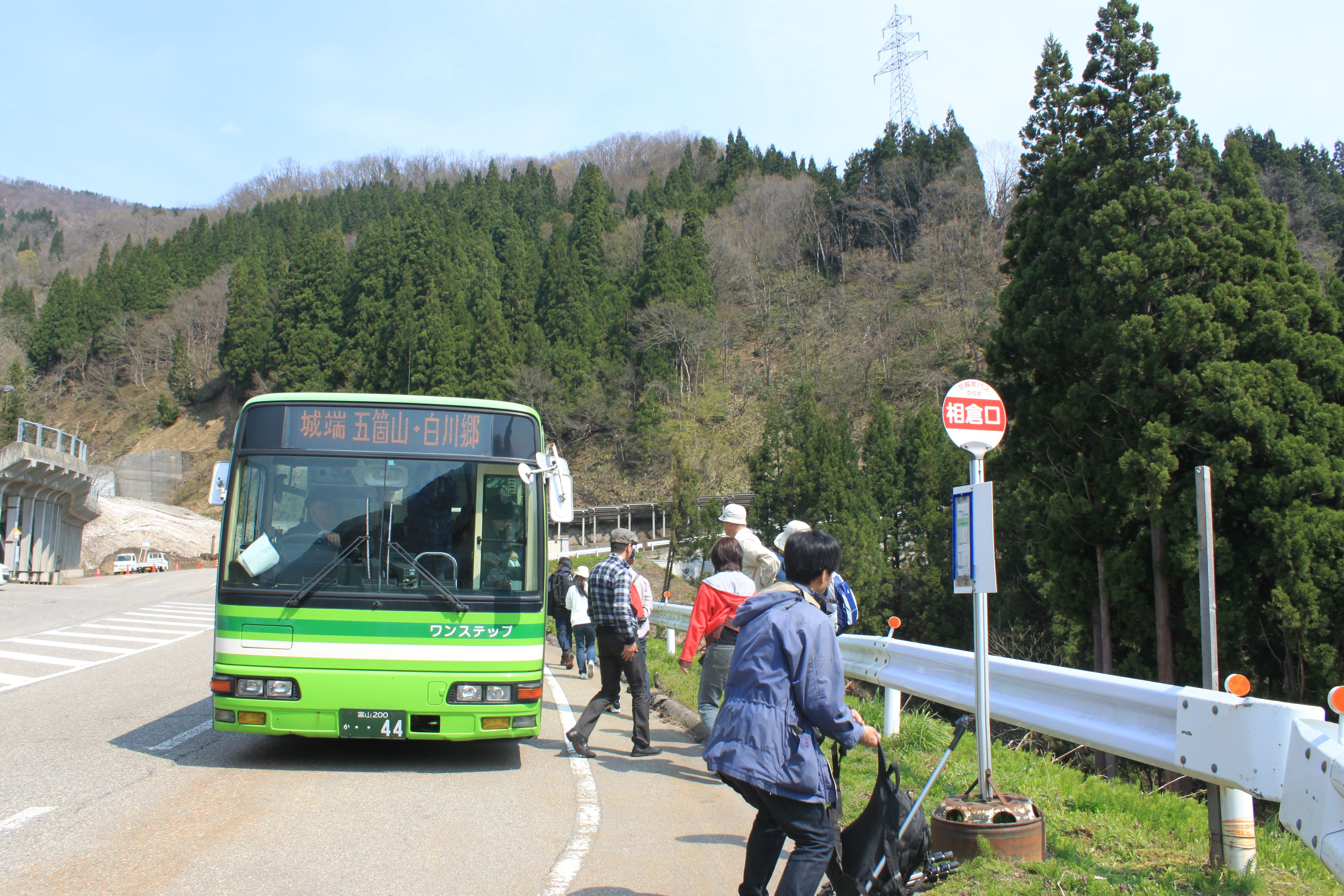
かつての一般路線バス五箇山・白川郷線

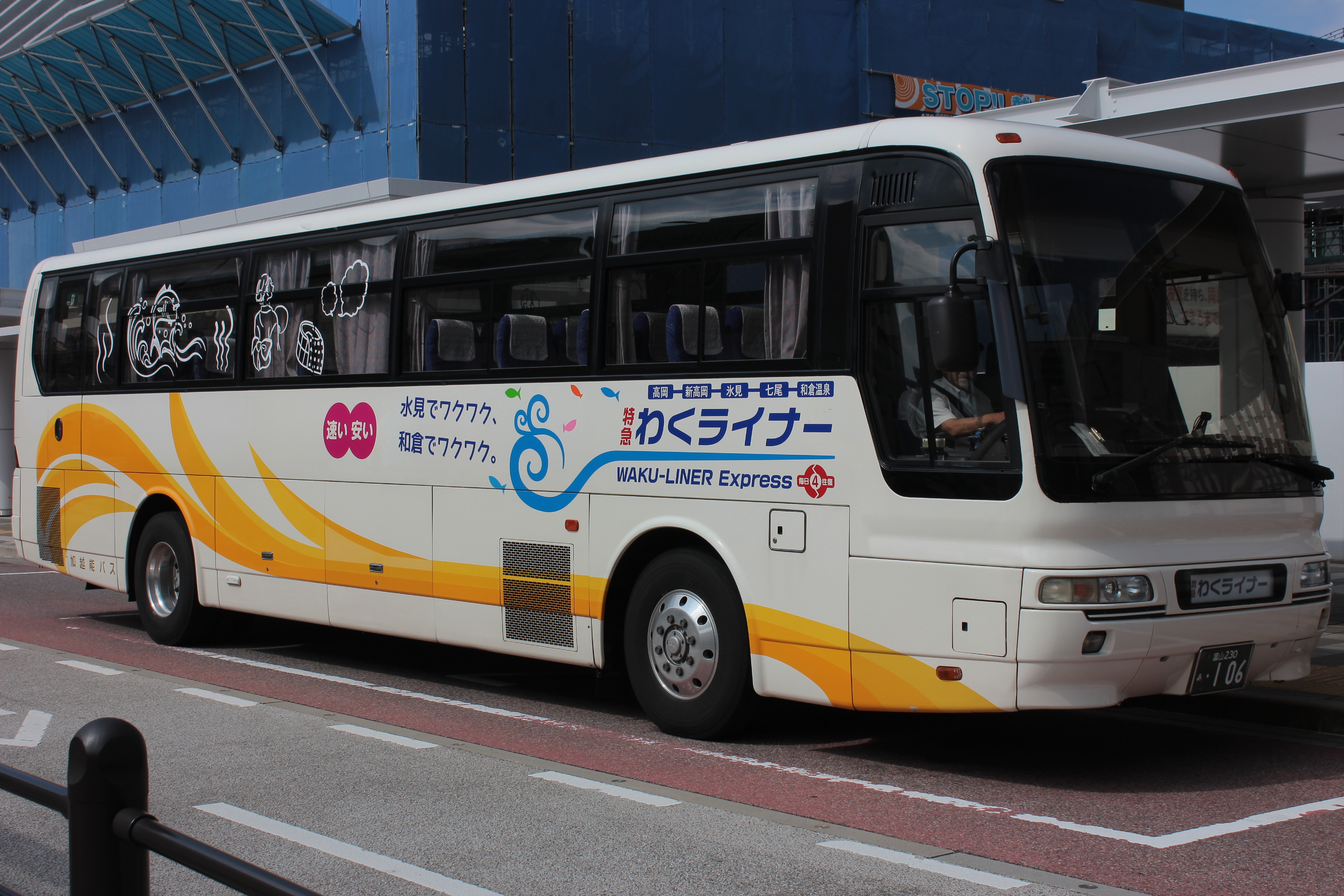
わくライナー

- 「世界遺産バス」：高岡駅前 - 新高岡駅 - 能作前 - （高岡砺波スマートIC - 北陸自動車道 - 小矢部砺波JCT - 東海北陸自動車道 - 福光IC） - 城端駅前 - 五箇山トンネル口 - 相倉口 - 下梨 - 上梨 - 菅沼 - 西赤尾 - 成出 - 鳩ヶ谷 - 白川郷[24]
  - 県境を越えて岐阜県大野郡白川村まで延ばしている。城端駅前 - 白川郷間は1979年に分断された国鉄バス名金急行線が運行していた区間[注釈 4]である。高岡駅前・新高岡駅を発車すると老舗鋳物メーカ「株式会社能作」の本社前を経由し、その後高速道路を走行して城端駅前に向かう[25]。城端から先は山岳路線になり、五箇山トンネルを抜け世界遺産に登録されている五箇山の相倉合掌集落付近や菅沼合掌集落などの観光地を経由して白川郷に到る。下梨より国道156号に合流して庄川沿いを走行し、車窓からは春の新緑や秋の紅葉が楽しめるほか、道沿いから菅沼合掌集落を見ることができる。また、道沿いのいたるところに名金急行線で車掌を務めた佐藤良二が植えた桜並木があり、春には満開の桜を見ることができる。
  - 中国や台湾などの春節の時期には、これらの地域からの観光客によって利用が急増し、バスの乗車定員（45人）を超えそうになることがある。そのため、春節期間中の1月下旬 - 2月上旬の約1週間は高岡駅前などに車両を待機させ、臨時便を運行できるようにしている[26]。
  - 城端駅前 - 白川郷間は、生活交通路線の指定を受け国・富山県・岐阜県・沿線市町村の補助を受けている[8]。
  - 高岡駅前 - 新高岡駅間のみの乗車はできない。城端駅前 - 白川郷間の区間便もあり、こちらは「世界遺産シャトル」と呼ばれ一般路線車両が使用される。下梨 - 成出間は自由乗降区間になっておりバス停留所以外でも乗降可能である。
  - かつては全区間で一般道を走る路線バス「五箇山・白川郷線」として高岡駅前 - 白川郷（荻町神社前）間を1日4往復運行していた。高岡 - 城端間では砺波駅や福光駅、越中山田駅などを経由し、白川郷では荻町合掌集落の中に乗り入れていた。
  - 北陸新幹線延伸開業を見据えた実証実験として、2013年10月1日より土休日限定で高岡駅前 - 城端駅前間を高速道路経由で直行する「世界遺産バス」の運行を開始（一般路線バスも1往復運行。平日は従来通り一般路線バスのみ運行）。この時のダイヤでは高岡IC - 能越自動車道 - 小矢部砺波JCT - 東海北陸自動車道 - 福光ICの経路で高速道路を通行した。高岡発着と城端 - 白川郷間の区間便がそれぞれ4往復運行され、一般路線バスと異なり五箇山相倉集落に乗り入れる代わりに白川郷は荻町合掌集落に入らずせせらぎ公園発着となった。また、区間便2往復を除き城端 - 白川郷間では主要停留所以外は通過とした[27][28]。
  - 2014年10月1日より世界遺産バスの本格運行を開始し、全区間一般道を走る路線バスは廃止された。高岡市内 - 城端駅前間は高速道路経由、城端駅前 - 白川郷間は各停留所停車となった[注釈 5]。白川郷は実証実験同様せせらぎ公園発着（2016年10月1日より白川郷バスターミナル発着に変更[29]）となり、加越能バスの荻町合掌集落内への乗り入れを終了した[30]。2018年4月1日に能作前停留所が新設され、運行経路が北陸自動車道経由に変更された[25]。

- 「わくライナー」：高岡駅前 - 新高岡駅 - （高岡IC - 能越自動車道 - 氷見IC） - ひみ番屋街 - ひみ阿尾の浦温泉 - 岩井戸温泉 - （灘浦IC - 能越自動車道 - 七尾城山IC） - 七尾駅前 - 和倉温泉観光協会前・和倉温泉
  - 2015年1月10日に運行を開始[31]。当初は実証実験として同日から3月8日までは土日祝日、北陸新幹線が延伸開業した同年3月14日から12月31日までは毎日運行[31]。2016年1月1日から本格的に運行を開始した[32]。2020年4月1日より、土曜 - 月曜と祝日および多客期などの特定日のみの運行となった[33]。
  - 七尾駅前 - 和倉温泉観光協会前・和倉温泉間のみの乗車はできない。
  - 西日本旅客鉄道（JR西日本）が発売していた「北陸トライアングルルートきっぷ」で当路線に乗車することができた[34]。

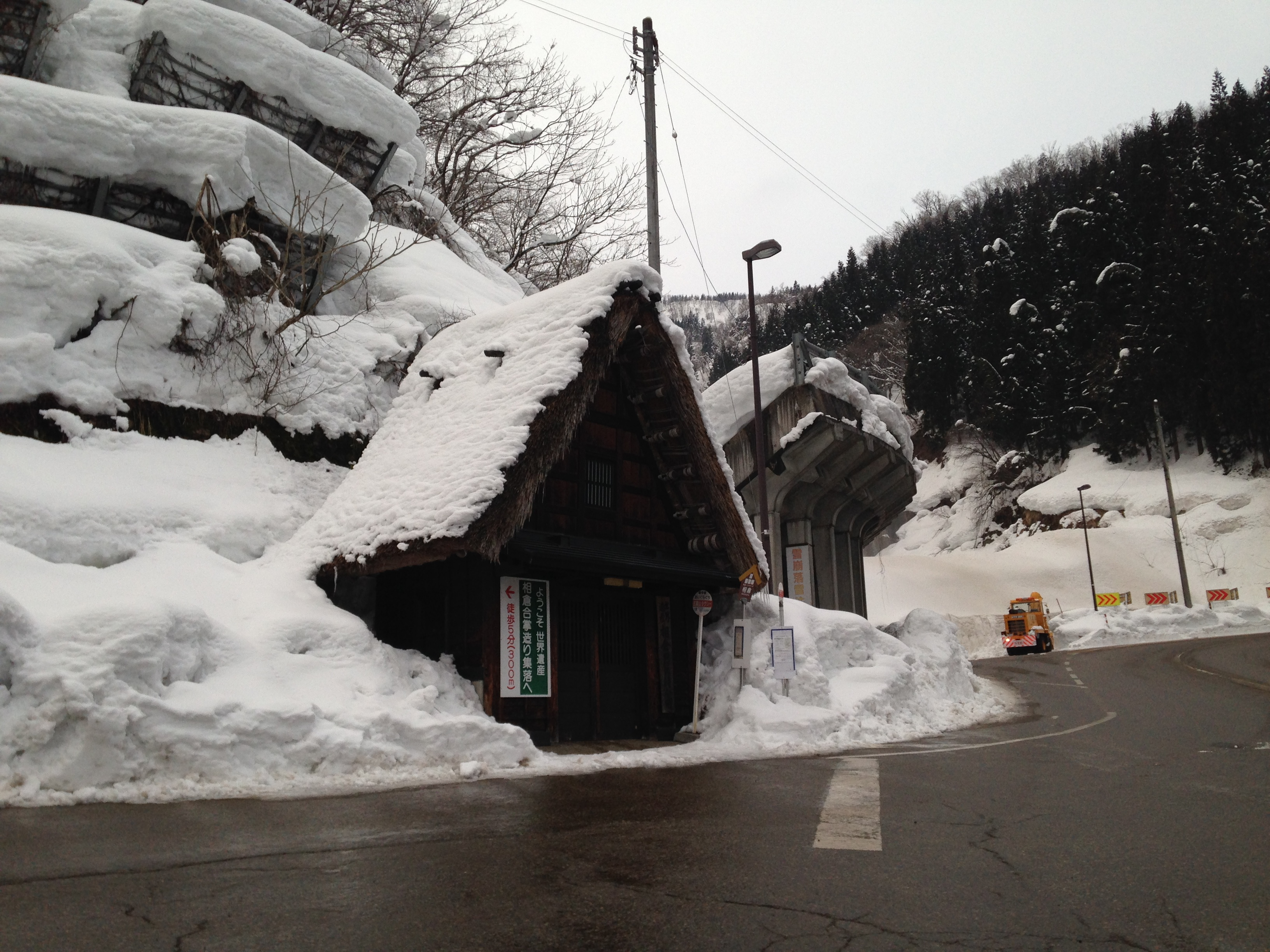
相倉口停留所
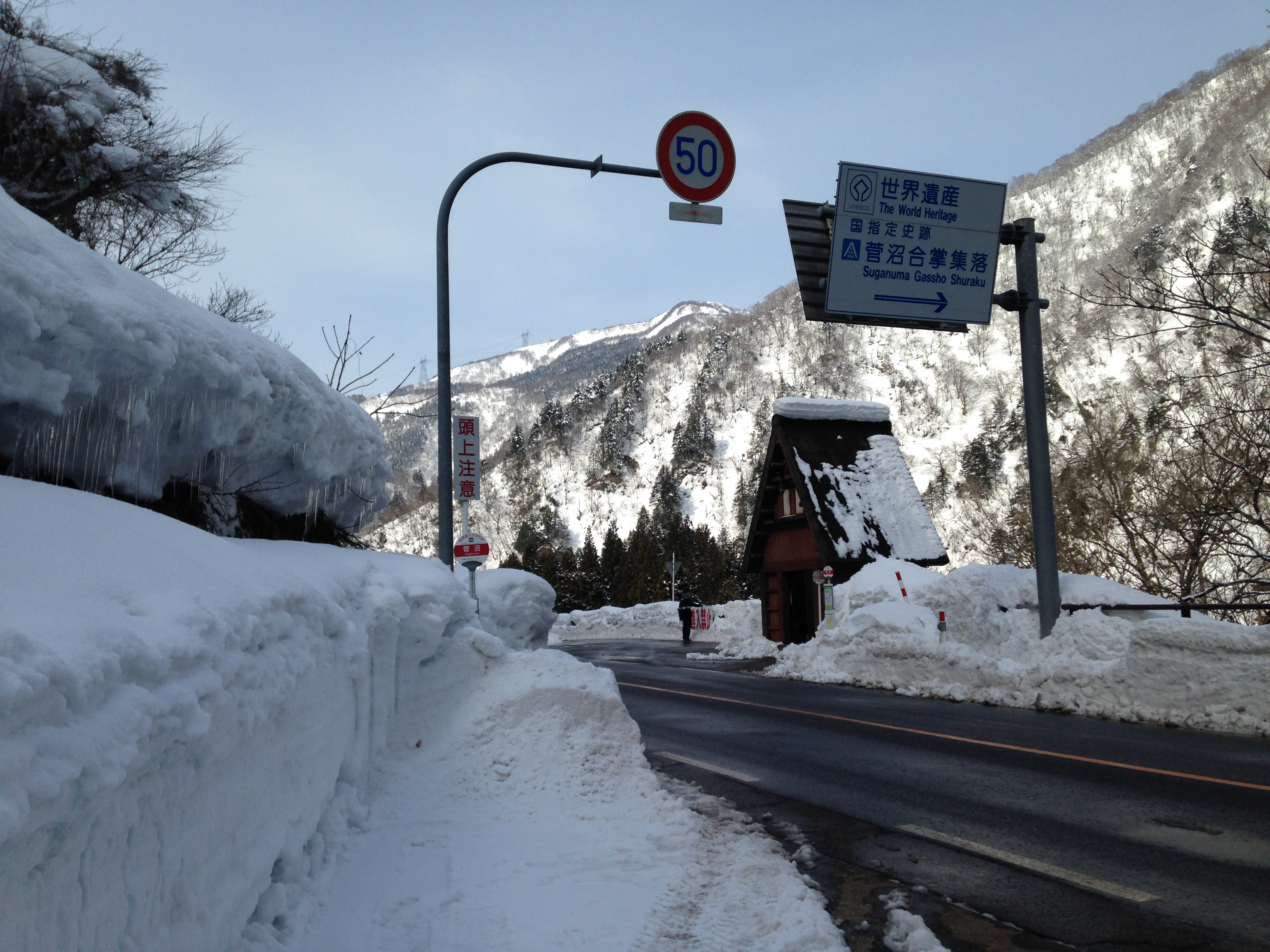
菅沼停留所

### 高速バス
- 「名古屋線」

- 「高山線」：（高岡バスターミナル（イルカ交通）） - 高岡駅前 - 新高岡駅 - （三井アウトレットパーク北陸小矢部 - 砺波駅南口 - サンコー砺波） - 白川郷 - 高山濃飛バスセンター（イルカ交通・濃飛バスと共同運行）
  - 世界遺産バスと同じく富山県と岐阜県（大野郡白川村・高山市）を結ぶ路線。当初は2020年4月10日より1日5往復で運行開始予定だったが[35]、新型コロナウイルス感染拡大防止のため開業3日前の4月7日に延期が発表された[36]。その後、同年8月7日より1日3往復（各社1往復ずつ）での運行を開始した。需要を見て当初の5往復まで増便する予定となっている[37]。
  - 北陸鉄道・濃飛乗合自動車が運行する金沢 - 白川郷 - 高山間の高速バスが訪日外国人観光客の増加で予約が取りにくくなっていることを受け、高山や白川郷から北陸地方へ向かう観光客の需要に対応することを目的に開設される。また、一部の便はアウトレットや砺波駅を経由することで、前者は観光客の買い物、後者は駅近くにある砺波総合病院への白川郷周辺住民による通院需要にも対応する[38][注釈 6]。
  - 高岡駅前・新高岡駅 - 白川郷間の片道運賃は世界遺産バスと同額になっている[24][35]。
  - 便によって経由地が異なることから所要時間にも大きな差がある。新高岡駅 - 白川郷間は最速1時間で、一部の便では途中で世界遺産バスを追い越すダイヤになっている。その一方、経由地が最も多い便では2時間25分となっており、世界遺産バス（1時間55分）よりも時間がかかっている[24][35]。

なお、高岡 - 高山間の高速バスは過去にも2度運行された。以下、3回の運行内容の比較と過去の運行経路を示す。
| 運行期間                      | 2012年11月17日 - 2013年3月31日 | 2018年10月6日 - 2019年9月29日                 | 2020年8月7日 -                                                     |
| ----------------------------- | ------------------------------ | --------------------------------------------- | ------------------------------------------------------------------ |
| 運行日                        | 土休日                         | 土曜・日曜                                    | 毎日                                                               |
| 1日の運行回数                 | 2往復                          | 1往復                                         | 5往復                                                              |
| 共同運行会社                  | 濃飛乗合自動車                 | （無し）                                      | イルカ交通・ 濃飛乗合自動車                                        |
| 高岡駅前・高山BC以外の停留所※ | 五箇山合掌の里・白川郷         | 瑞龍寺口・新高岡駅・ 能作前・合掌の里（菅沼） | 高岡BT・新高岡駅・ アウトレット・砺波駅南口・ サンコー砺波・白川郷 |
| 白川郷での乗降扱い            | 高岡方面との利用のみ可         | 経由せず                                      | 両方向とも利用可                                                   |

※高山BC = 高山濃飛バスセンター、高岡BT = 高岡バスターミナル（イルカ交通）、アウトレット = 三井アウトレットパーク北陸小矢部
- 高岡駅前 - 五箇山合掌の里 - 白川郷 - 高山濃飛バスセンター（濃飛乗合自動車と共同運行）
  - 2012年11月17日 - 2013年3月31日の間、北陸新幹線延伸開業を見据えた実証実験として年末年始を除く土休日のみ運行。白川郷 - 高山間のみの乗車はできなかった。また、当路線に合わせて五箇山合掌の里と相倉および城端駅前・桜ヶ池を結ぶ「五箇山シャトルバス」を運行していた。
    - 「五箇山シャトルバス」：桜ヶ池 - 城端駅前 - 相倉 - 下梨 - 上梨 - 五箇山合掌の里

- 高岡駅前 - 瑞龍寺口 - 新高岡駅 - 能作前 - 合掌の里（菅沼） - 高山濃飛バスセンター
  - 2018年10月6日より土日のみ運行。 高岡駅前 - 能作前間のみの乗車はできなかった。2019年9月29日運行終了。

### 廃止路線
前述の通り北陸新幹線延伸開業に先立って大規模なダイヤ改正があり、路線の廃止も行われた。その後も乗客の減少により収支状況が悪化して運行継続が困難となった路線を順次廃止している。特に2019年3月期には営業キロ数を約1割削減した。これは訪日外国人観光客などからの需要増加に伴う乗務員不足を解消する目的もあり、捻出した人員は貸切バスなどに振り向けている。

#### 一般路線バス（廃止）

##### 2015年3月10日廃止路線
以下の路線はすべて2015年3月10日のダイヤ改正で廃止された。
- 「野村経由石瀬循環線」：高岡駅前 - 広小路 - 中川 - 城東 - 高岡自動車学校前 - 石瀬本町 - 向陵高校前 - 下田 - 下野村 - 野村 - （中略） - 高岡駅前

- 「出来田循環線」：高岡駅前 - 出来田 - 出来田新町 - 問屋センター - 高岡総合庁舎前 - 高岡駅前
  - 平日・休日とも16時台のみ。

- 「蓮花寺循環線」：高岡駅前 - 高岡総合庁舎前 - 問屋センター - 出来田 - 蓮花寺 - 高岡駅前

- 「問屋センター経由済生会高岡病院線」：高岡駅前 - 芳野中学校前 - 高岡総合庁舎前 - 問屋センター - 赤祖父 - イオンモール高岡 - 済生会高岡病院

- 「瑞龍寺口経由済生会高岡病院線」：職業安定所前 - 高岡市民病院 - 中川上町 - 高岡駅前 - 高岡駅南 - 瑞龍寺口 - 京田 - イオンモール高岡 - 済生会高岡病院
  - 一部は職業安定所前発着になっていたほか、職業安定所前 - 高岡駅前間の便もあった。

- 「イオンモール高岡線」：高岡駅前 - 高岡駅南 - 瑞龍寺口 - 京田 - イオンモール高岡

- 「泉ヶ丘循環線」：高岡駅前 - 芳野中学校前 - 赤祖父 - イオンモール高岡 - 済生会高岡病院前 - スポーツコア前 - 上黒田 - 泉ヶ丘 - 南星中学校前 - 南星町 - 清水町 - 白銀町 - 高岡駅前（逆ルートの便もあった）

- 「小泉経由中田町線」：高岡駅前 - 末広町 - 本丸会館前 - 中川 - 野村 - 大門口 - 東洋紡庄川工場前 - 大門中央 - 大門庁舎前 - 下条 - 浅井農協前 - 小泉 - 下麻生北 - 常国団地前 - 中田町
- 「水戸田経由中田町線」：高岡駅前 - 舘川町 - 蓮花寺 - 大門錦町 - 大門小学校前 - 本江 - 水戸田 - 櫛田神社前 - 常国 - 中田町
- 「中田団地経由中田町線」：高岡駅前 - 高岡総合庁舎前 - 問屋センター - 赤祖父  - （イオンモール高岡 - 高岡テクノドーム前 - 済生会高岡病院） -  広上北部 - 中田団地 - 常国団地前 - 中田町
  - 上記3路線は終点中田町到着後、高岡駅前に戻るがいずれも逆のルートになっていた。また、小泉経由の下条 - 下麻生北間は自由乗降区間になっておりバス停以外でも乗降可能であった。

##### 伏木・氷見市方面（廃止）
- ※「新守山経由桑の院・坪池線」：済生会高岡病院 - （中略） - 高岡駅前 - （中略） - 氷見市民病院前 - 谷屋 - 小久米 - 触坂 - 桑の院 - 坪池
  - 2016年10月1日のダイヤ改正で廃止された[42]。
- 「三尾線」：氷見駅前 - （氷見漁港口） - 氷見中央 - （中略） - 氷見市民病院 - 三尾
- 「熊無・論田線」：氷見駅前 - （氷見漁港口） - 氷見中央 - （中略） - 氷見市民病院 - 熊無 - 論田 - 氷見市民病院 - （中略） - 氷見中央 - （氷見漁港口） - 氷見駅前
  - 2路線とも2018年4月1日のダイヤ改正で廃止された[44]。

- 「高岡支援学校線」：

末広町 → 広小路 → （中略） → 海老坂 → 高岡支援学校（8時台のみ）
高岡支援学校 → 海老坂 → （中略） → 高岡駅前（15時台のみ）
- 平日のみの運行で、土・日・祝日・休校日には運行されなかった。2019年10月1日のダイヤ改正で廃止された。

- 「伏木経由磯はなび線」：イオンモール高岡 → 新高岡駅 - （中略） - 高岡駅前 - （中略） - 岩崎 - 磯はなび
  - 2020年4月1日のダイヤ改正で廃止された[46]。

##### 城光寺線
- ←240/40→：イオンモール高岡→新高岡駅 - 高岡駅南口 - 高岡駅前 - 志貴野中学校前 - 開発町 - 富大高岡キャンパス前 - 二上団地前 - 城光寺運動公園（城光寺運動公園線）
- ←241/41→：イオンモール高岡→新高岡駅 - 高岡駅南口 - 高岡駅前 - 志貴野中学校前 - 開発町 - 富大高岡キャンパス前 - 二上団地前（二上団地線）
  - 2015年3月10日：高岡駅前→新高岡駅・イオンモール高岡→高岡駅前間を延伸[6]。
  - 2024年10月1日：廃止[5]。

##### 高岡市東部・射水市・富山市方面（廃止）
- 「高岡周遊観光バス『まわるん』」：新高岡駅 - 瑞龍寺口 - 高岡駅前 - 金屋町 - 横田町 - 高岡御車山会館 - 菅野家 - 高岡大仏前 - 高岡駅前 - 瑞龍寺口 - 新高岡駅
  - 高岡市中心部の観光地を巡る周遊バスとして2015年4月24日より毎週金 - 日曜と祝日に運行開始[47]。運行開始当初は予約制だった。2016年4月2日よりリニューアルし、新高岡駅経由となり予約が不要となったが土休日のみの運行となった[48]。2018年度以降は運行されないこととなり廃止された[49]。

- 「石瀬・牧野経由海王丸パーク線」：済生会高岡病院 - （中略） - 高岡駅南口 - 大野 - 野村 - 石瀬本町 - 向陵高校前 - 美原町 - 下田 - 能町南 - 牧野 - 中曽根 - 新湊庁舎前 - 立町 - 八幡町 - 海王丸パーク
  - 2018年4月1日のダイヤ改正で廃止された[44]。

- 「守護町経由五十里線」：高岡駅前 - 広小路 - 志貴野中学校前 - 熊野町 - 開発町 - 守護町二丁目 - 守護町 - 二上 - 守山 - 須田 - 五十里東町 - 五十里 - 須田 - （中略） - 高岡駅前
- 「大門小学校経由水戸田線」：高岡駅前 - 蓮花寺 - 大門小学校前 - 水戸田 - 水戸田口
  - かつては「水戸田・太閤山経由富大附属病院線」として職業安定所前から富山市の富山大学附属病院までを結んでいたが、2018年10月1日のダイヤ改正で高岡駅前 - 水戸田口間に短縮された[50]。この時の廃止区間は以下の通り。
    - 職業安定所前 - 高岡市民病院 - 中川上町 - 高岡駅前
    - 水戸田口 - 太閤山パスコ前 - ファミリーパーク - 富山大学附属病院
- 「櫛田線」：櫛田 → 生源寺 → 水戸田 → 大門小学校前 → 蓮花寺 → 高岡駅前
  - 上記3路線とも2020年4月1日のダイヤ改正で廃止された[46]。

##### 高岡市西部方面（廃止）
- 「横田本町経由福岡高校線」：高岡駅前 - （中略） - 福岡町 - 福岡高校前
- 「厚生連病院経由福岡高校線」：高岡駅前 - 博労町 - 厚生連病院前 - 羽広 - （中略） - 福岡高校前
  - 上記2路線とも2019年4月1日のダイヤ改正で廃止された（最終運行日は3月29日）[51]。

##### 四ツ谷循環線
- 末広町→横田本町→第一高校→広小路→高岡駅前（登校日の朝のみ運行）
  - 平日のみの運行で、土休日と休校日には運行されない。
  - 2024年10月1日：廃止[5]。

##### 高岡市南部・砺波市・南砺市方面（廃止）

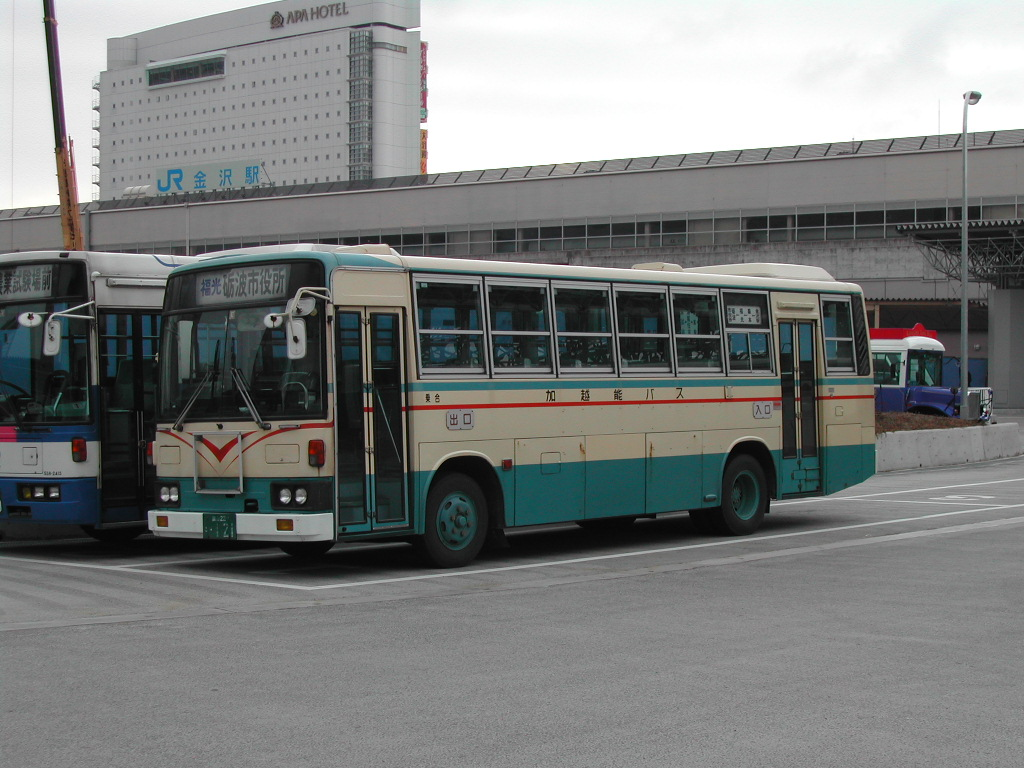
金沢線 砺波市役所前行き 金沢駅前にて撮影

- 「栴檀野線」：砺波市役所前 - 市立砺波総合病院前 - 砺波駅前 - 太田 - 安川 - 砺波学園口 - 頼成新 - 頼成山 - 正権寺 - 増山 - 宮森 - 頼成新  - （中略） -  砺波市役所前
  - 2011年10月1日のダイヤ改正で廃止され[52]、代替として「砺波総合運動公園線」及び砺波市営バス「東般若・栴檀野線」が運行を開始した。

- 「金沢線」：砺波市役所前 - 砺波駅前 - 砺波総合病院前 - 高儀 - 福野 - 東石黒 - 福光駅前 - 砂子谷 - 森本駅前 - 東山 - 橋場町 - 武蔵ヶ辻 - 金沢駅前
  - 県境を越えて石川県金沢市まで延ばしている。福光駅前 - 金沢駅前間は西日本JRバス名金線と並行しているが、廃止時点において加越能バス担当便ではJRバスの回数券・定期券等を使用できなかった。また、JRバスによって新設された新規停留所10か所のうち5か所（川口眼科前、一福茶屋前、法林寺前、戸保家、森山）は停車せず、残りの5か所（兼六元町、兼六園下・金沢城、広坂・21世紀美術館、香林坊、南町・尾山神社）は走行経路が異なるため経由しなかった。武蔵ヶ辻 - 金沢駅前間は金沢方面は六枚町を、砺波方面は本町（リファーレ前）をそれぞれ経由した。福光 - 森本間は国道304号を走行するが、前述の世界遺産バスと同様に道路沿いの至るところに佐藤良二が植えた桜並木がある。
  - 2016年10月1日のダイヤ改正で廃止された[42]。

- 「砺波立野脇線」：砺波市役所前 - （中略） - 砺波駅前 -（中略） -  福野町 - （中略） - 福光駅前 - 福光本町 -  （中略） - 広瀬舘 -  古舘 - 西太美 - 長沢 - 南才川 - 太美山 - （中略） - 越中吉見 - 福光温泉 - 立野脇
  - この路線の福光駅前 - 立野脇間は、2001年（平成13年）11月30日に撤退した西日本ジェイアールバス太美山線を引き継いだものである[53][54]。
  - 2019年10月1日より、南砺市の区間は南砺市営バスに移管された（砺波市の区間は廃止）[55]。

- 「井波・庄川クルーズシャトル」：城端駅前 - 交通広場 - 木彫りの里 - 道の駅庄川 - 水記念公園前 - 小牧堰堤
  - 南砺市の城端・井波と砺波市の庄川峡・小牧堰堤を結ぶシャトル便として、2018年4月1日より運行開始[56]。年末年始を除く土休日のみ運行。庄川遊覧船の時刻に合わせて2往復運行するほか、城端駅前 - 木彫りの里間の区間便を1往復運行する[57]。2020年3月29日をもって運行終了[46]。

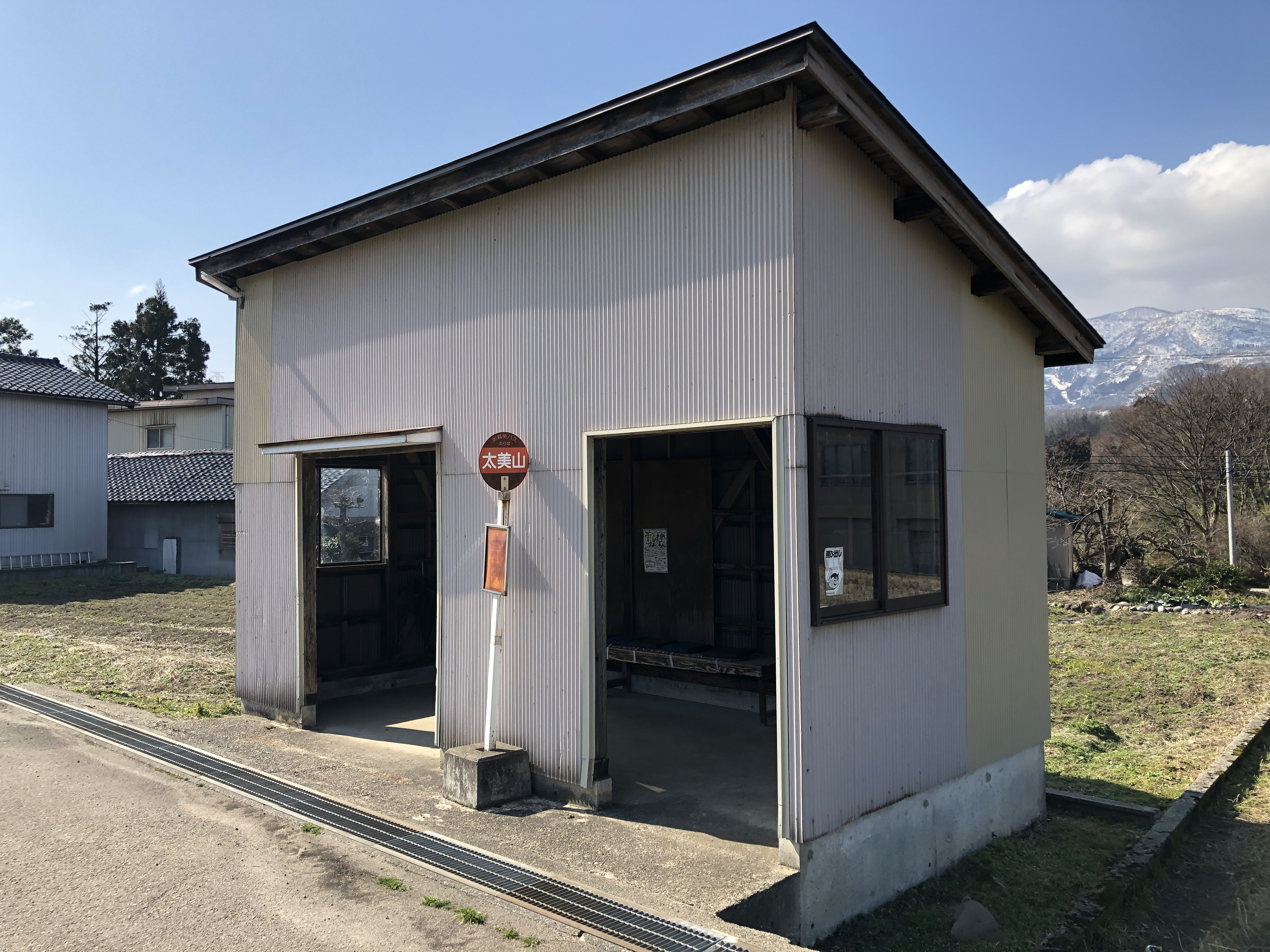
太美山停留所
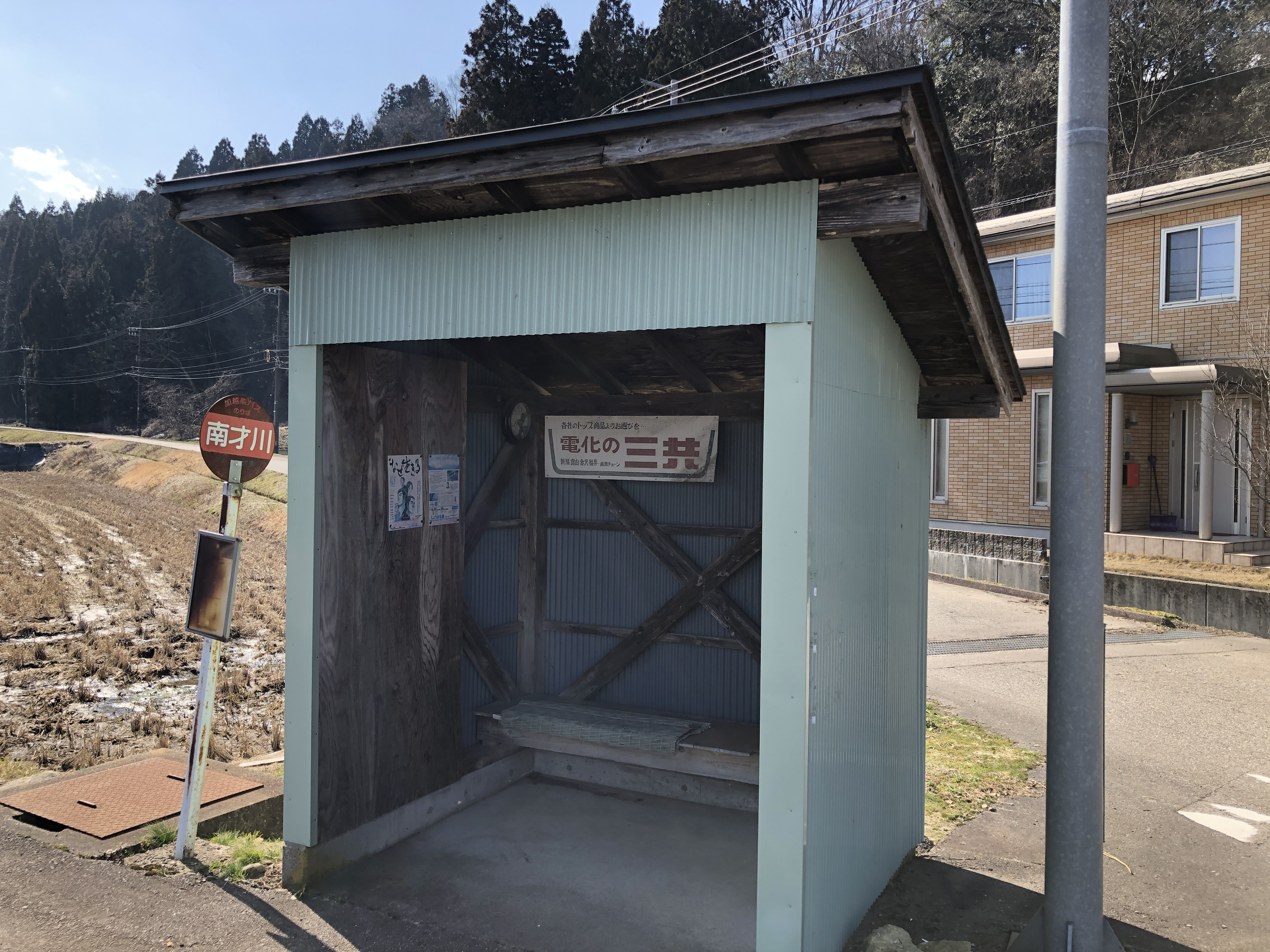
南才川停留所
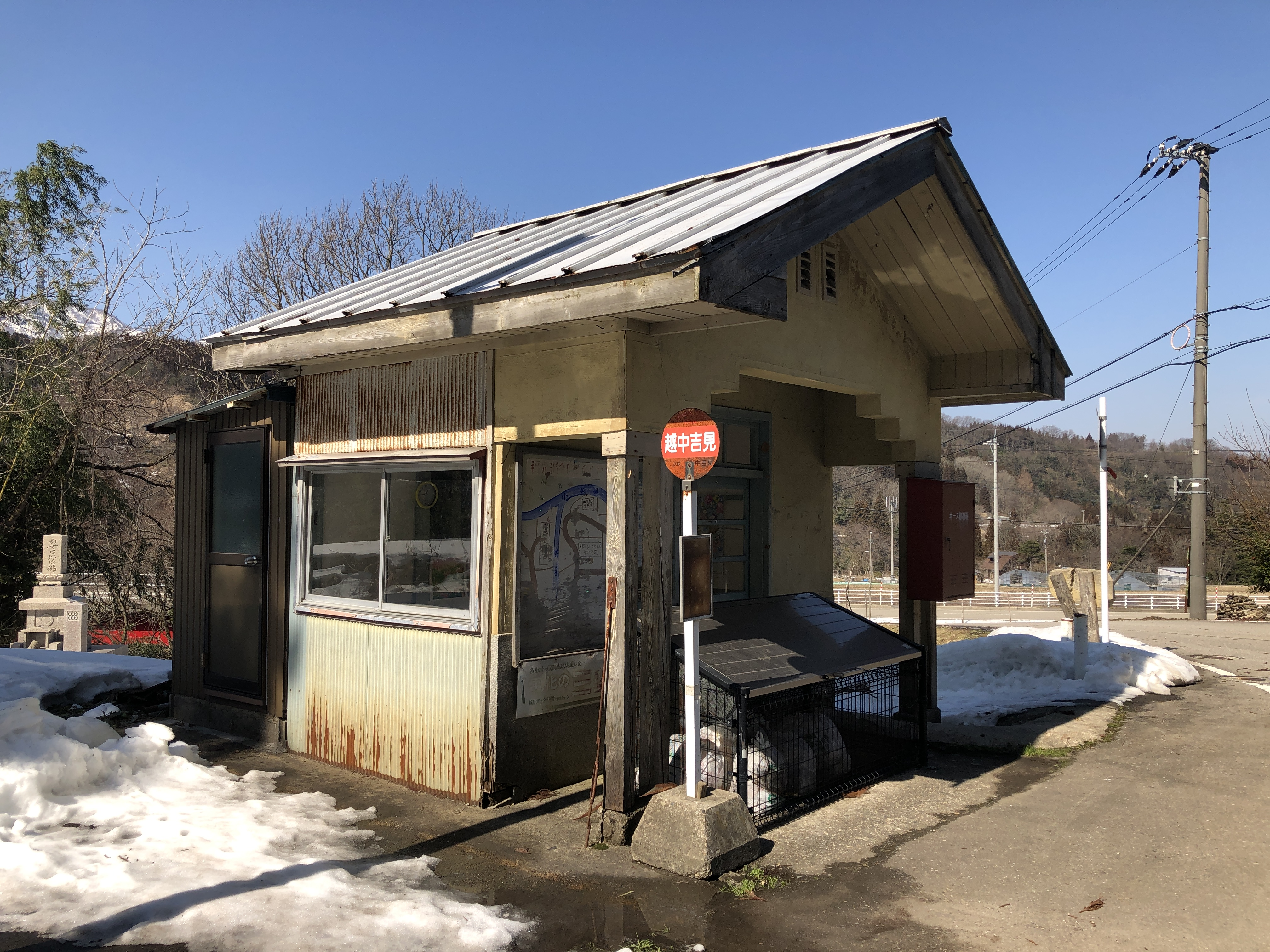
越中吉見停留所
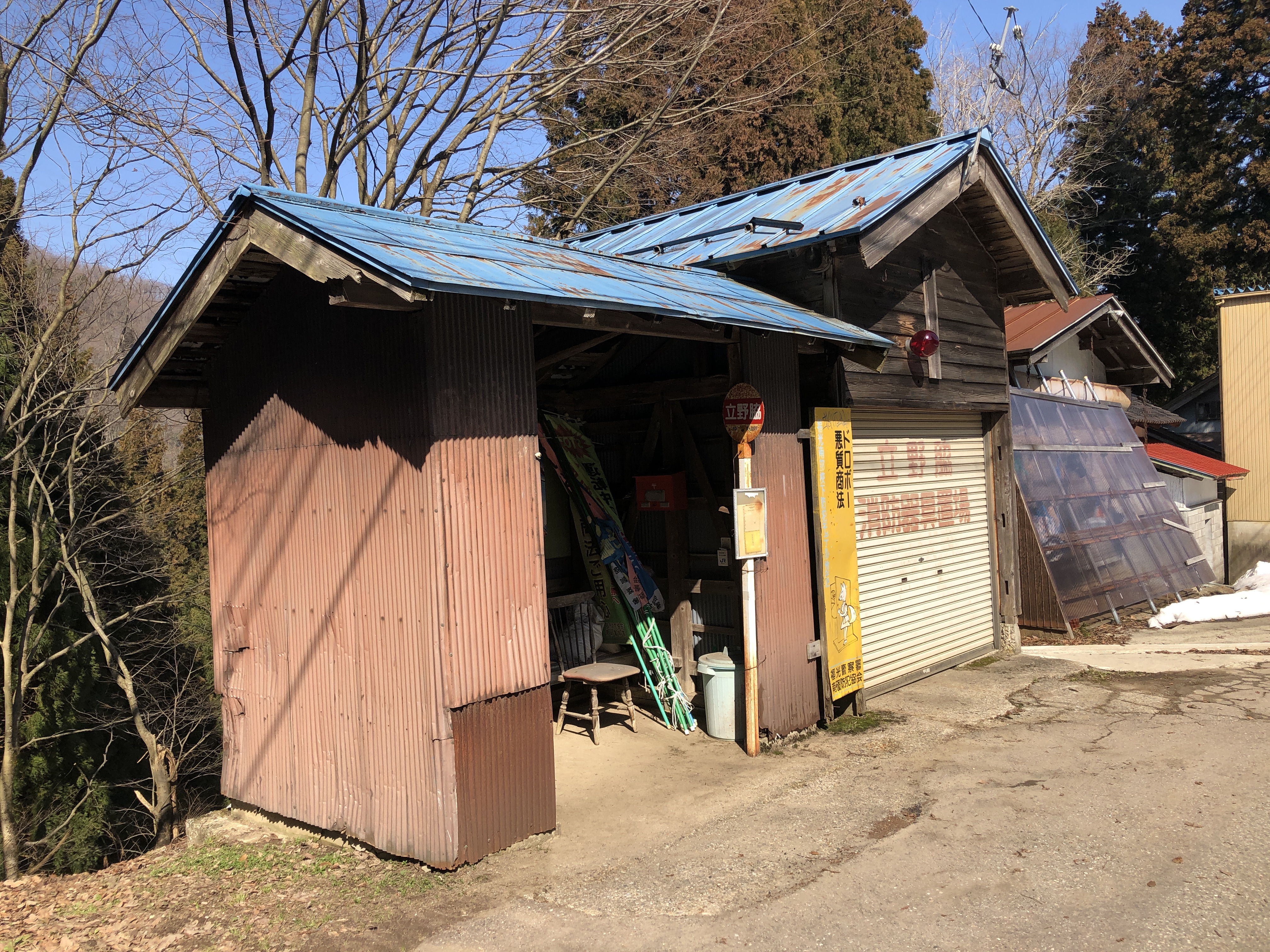
立野脇停留所

#### 観光路線バス（廃止）
- 「金沢〜アウトレットパーク線」：金沢駅西口 - （国道8号金沢バイパス・津幡バイパス・津幡北バイパス・俱利伽羅バイパス・小矢部バイパス） - 三井アウトレットパーク北陸小矢部
  - 高速道路は通らなかったが、観光バスタイプで運行されていた。
  - 2015年7月13日：運行開始[13]。運行開始当初は毎日運行。
  - 2017年3月31日までは、北陸鉄道と共同運行を行っていた。
  - 2023年3月26日の運行を最後に廃止され、下記の高速バス砺波 - 金沢線と統合した。廃止前は土曜日・休日・年末年始のみの運行であった。

#### 高速バス（廃止）
- 「高岡 - アウトレットパーク線（アウトレットライナー）」：新高岡駅 - 瑞龍寺口 - 高岡駅南口 - 木津 - 東六家 - （能越自動車道） - 三井アウトレットパーク北陸小矢部
  - 2017年3月1日廃止された（最終運行日は2月26日）[58]。
- 「東京線」：氷見営業所 - 高岡駅前 - 砺波駅南 - 練馬駅（練馬区役所前） - 池袋駅東口 - バスタ新宿（西武バスと共同運行）
  - 所要時間が長めであることから、富山地方鉄道の 東京 - 富山線（当時）よりも先に3列シート車を導入した。
  - 2017年5月15日、上記の東京 - 富山線と統合した[59]。
  - 2023年8月1日、ダイヤ改正をもって運行休止のまま同線から撤退。

- 「金沢線」：砺波市役所前 - 砺波駅南 - 高柳 - 金沢東警察署前 - 金沢駅東口 - 武蔵ヶ辻 - 南町 - 香林坊 - 広坂 - 兼六園下
  - 土曜日・休日・年末年始は一部便を除いて三井アウトレットパーク北陸小矢部を経由し、金沢方面・砺波方面どちらでも乗降が可能である。
  - 加越能鉄道時代の過去にも、北陸鉄道との相互乗り入れで1991年12月から1995年3月まで「金沢 - 高岡線」が運行されたが、週末や祝日のみの運行だったことに加え、昔の「金高急行線」を焼き直した、高岡駅 - 瑞穂町 - 福岡駅 - 石動駅 - 小矢部IC - （北陸道） - 金沢東IC - 橋場町 - 武蔵ヶ辻 - 金沢駅という、金沢市の繁華街を通らないルート設定により利用が低迷した。晩年は観光バスタイプではなく一般路線車で運用していた。
  - 北鉄金沢バスと共同運行していたが、2019年（平成31年）4月1日ダイヤ改正で当社単独運行となった[60][62]。
  - 2022年（令和4年）4月25日以降、加越能バス本社前 - 志貴野中学校前 - 広小路 - 高岡駅前 - 瑞龍寺口 - イオンモール口 - 戸出四丁目 - 砺波市役所前間が全便区間運休となる[63]。
  - 2023年（令和5年）4月1日ダイヤ改正で土曜日・休日・年末年始に限り一部便を除いて三井アウトレットパーク北陸小矢部を経由するようになる[64]。
  - 2023年（令和5年）7月1日、「高岡・砺波 - 金沢線」から「砺波 - 金沢線」へ路線名称を変更[65]。北鉄駅前センター（金沢駅東口）での普通乗車券および回数乗車券の発売を終了。
  - 2024年（令和6年）11月30日をもって廃止。ただし金沢駅東口 - 三井アウトレットパーク北陸小矢部間は、2025年1月13日までの土休日に限り臨時便を運行[66]。

#### 受託運行
- 高岡市コミュニティバス「こみち」

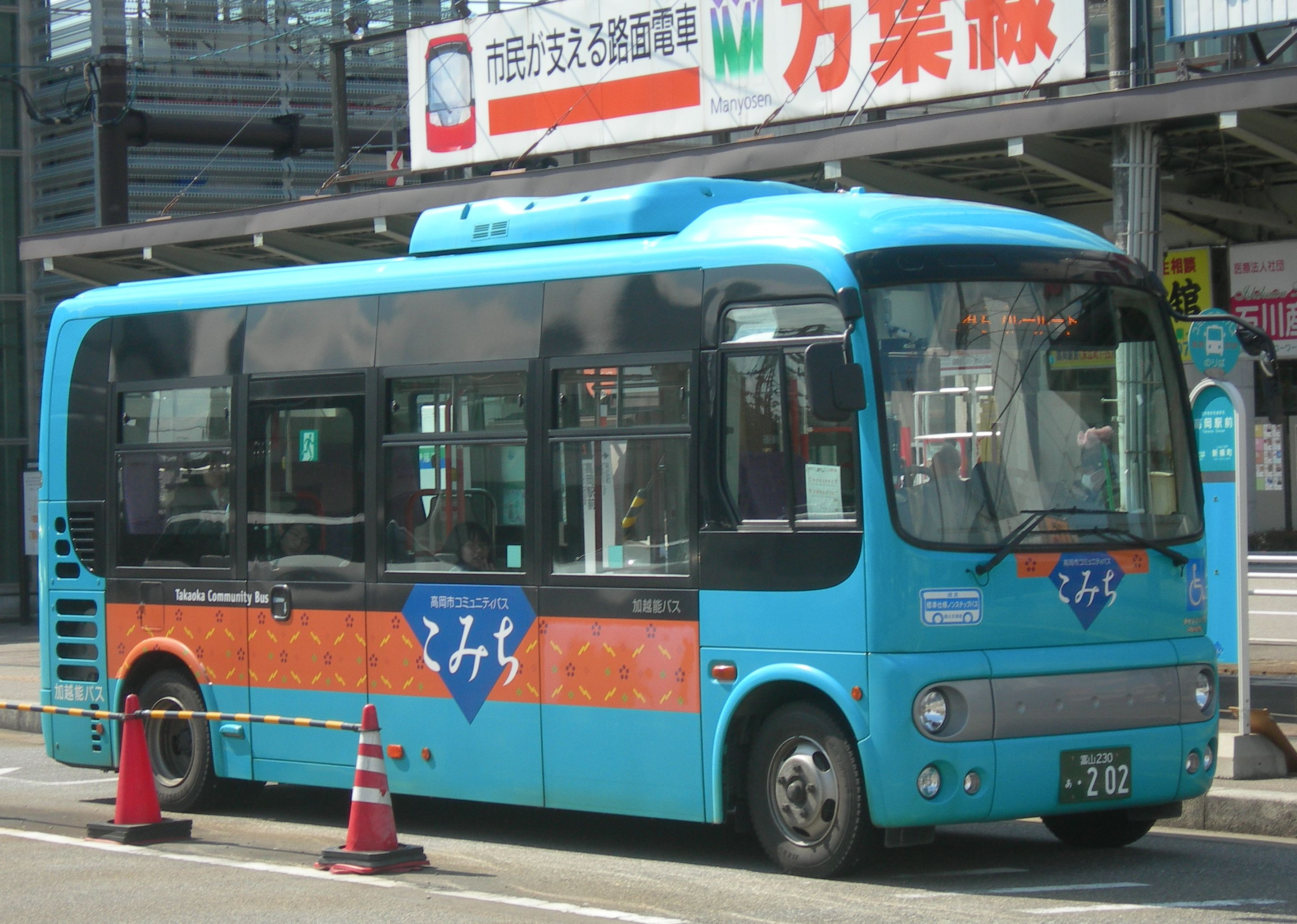
高岡市コミュニティバス「こみち」

  - 高岡市の財政難に伴い、2018年3月31日をもって運行を終了した[44][67]。
- 射水市コミュニティバス
  - 2016年9月30日で運行から撤退[68]、路線は三島野観光ならびに海王交通へ運行委託を移譲している。

### 車両

#### 一般路線車
長らく三菱ふそう・日野自動車の2社だったが、2004年に日産ディーゼル（当時、現「UDトラックス」）、2011年にはいすゞ自動車製が加わり現在は4社体制になっている。三菱・日野で8割を占め、日産ディーゼル・いすゞは少数派である。また、全体の約9割が中型車であり、大型車は2010年現在5台のみである。また、前述のとおり瑞龍寺線シャトルバスにはワゴン車を用いている。車種はトヨタ・ハイエース。
低床型バスを積極的に導入している。1997年から1999年にワンステップバスを5台導入し、2000年以降日野HR 9m車を中心にノンステップバスを増備している。2011年8月現在コミュニティバスを含め36台である。
1999年の新車よりLED式方向幕を採用しているほか、ワンステップバス4台もLED式に改造している。
2007年には保有する一般路線車すべてにデジタルタコグラフを導入している。
カラーリングは1998年までに導入された車両および後述の中古車両（低床型バスを除く）にはクリーム色をベースに赤色と青緑色のラインを用いた西武バスに似たデザインを採用していたが、1999年に導入された新車よりライトグリーンをベースに白色と緑色のラインを用いた現在の意匠に変更された。また、2015年8月1日から南砺 - 金沢線において、南砺市に本社があるピーエーワークスが制作したテレビアニメ作品のキャラクターが描かれたラッピングバスが運行している。
同社はかつて、氷見営業所が日野車、砺波営業所が三菱車に統一されていたが、最近は氷見営業所にも三菱車・日産ディーゼル車が在籍するなど崩れつつある。なお、高岡営業所（本社）は以前より4メーカーが揃っている。

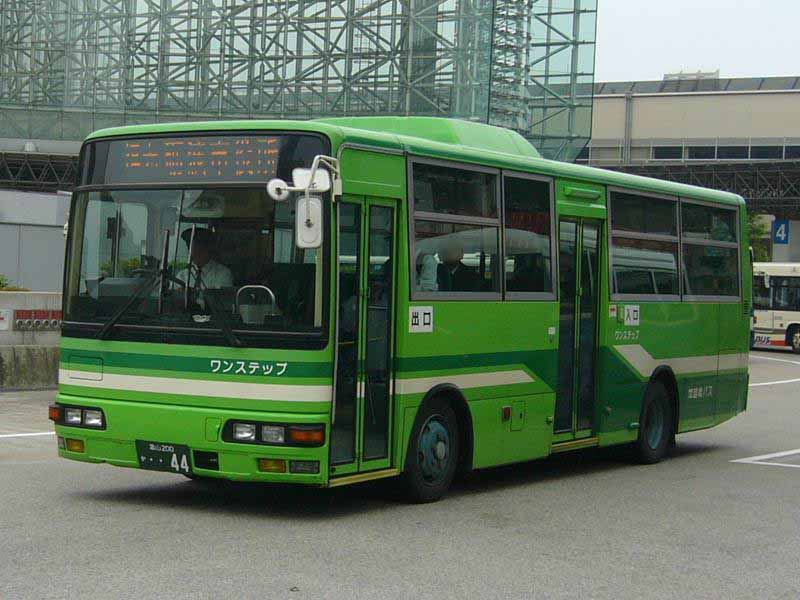
新塗色
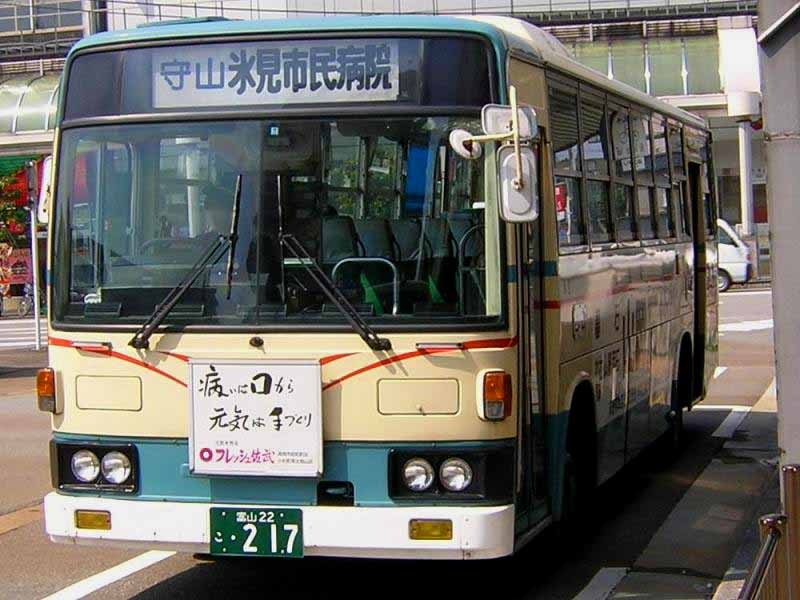
旧塗色
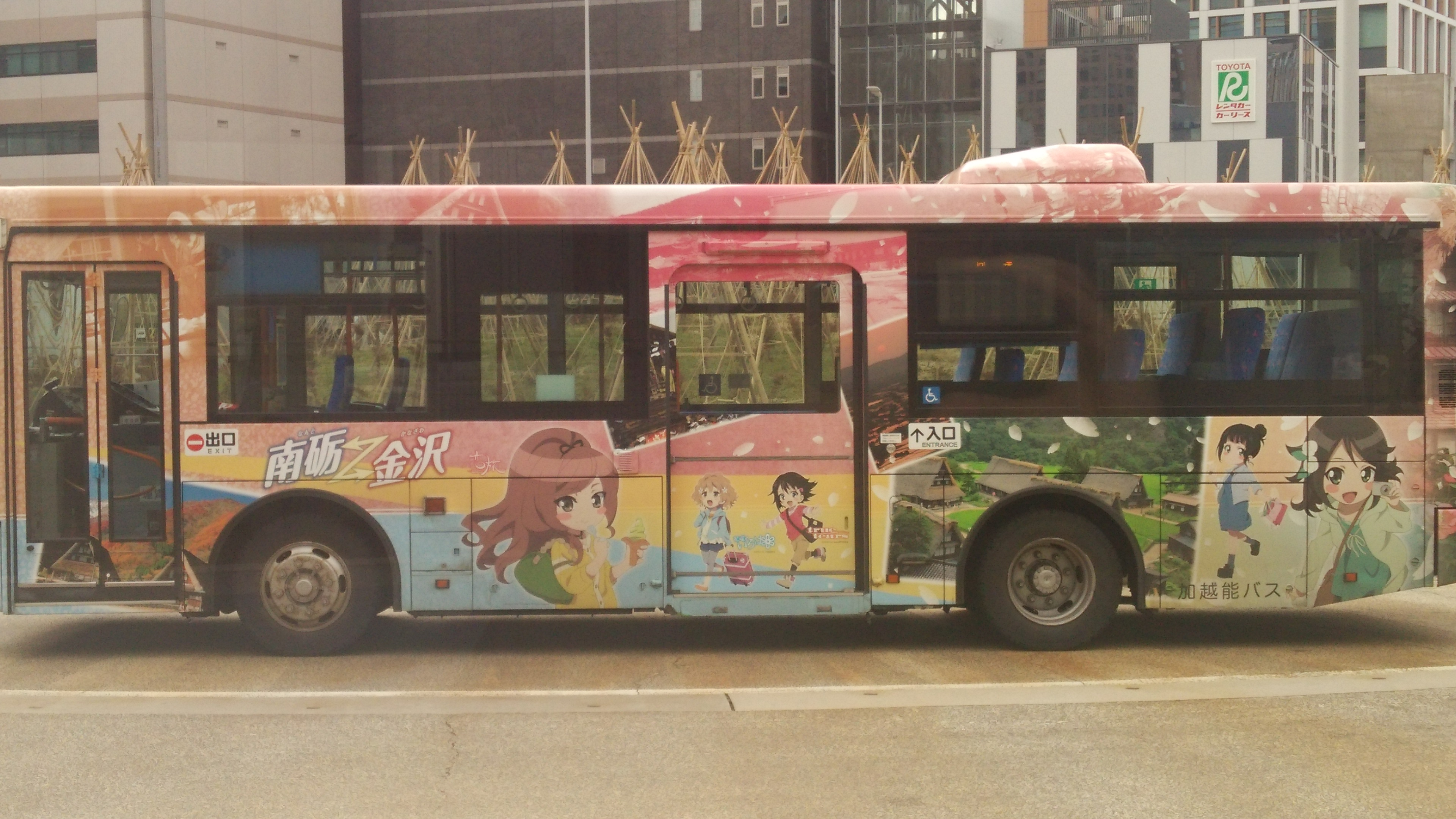
ラッピングバス(南砺 - 金沢線)

#### 高速路線車
長らく日産ディーゼル（富士重工業または西日本車体工業製車体）に統一されていたが、2008年には三菱ふそうからのOEM車種であるスペースアローAが導入されたほか、同年以降は日野・セレガも増備されている。また、2006年頃には西武バスから車両1台（日産ディーゼル・スペースウイング）が移籍してきた。

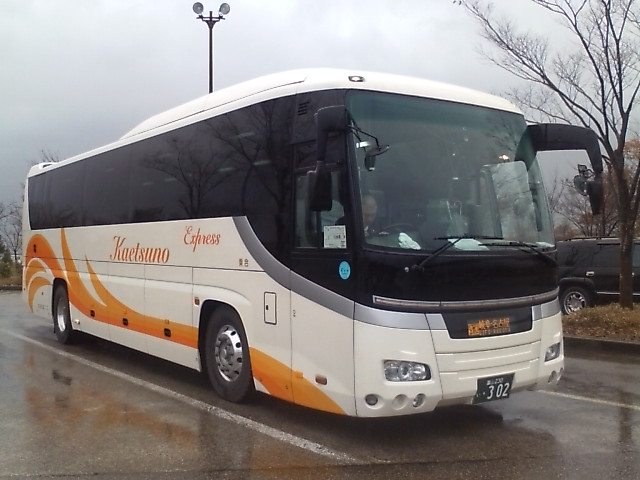
高速車 日野「セレガ」
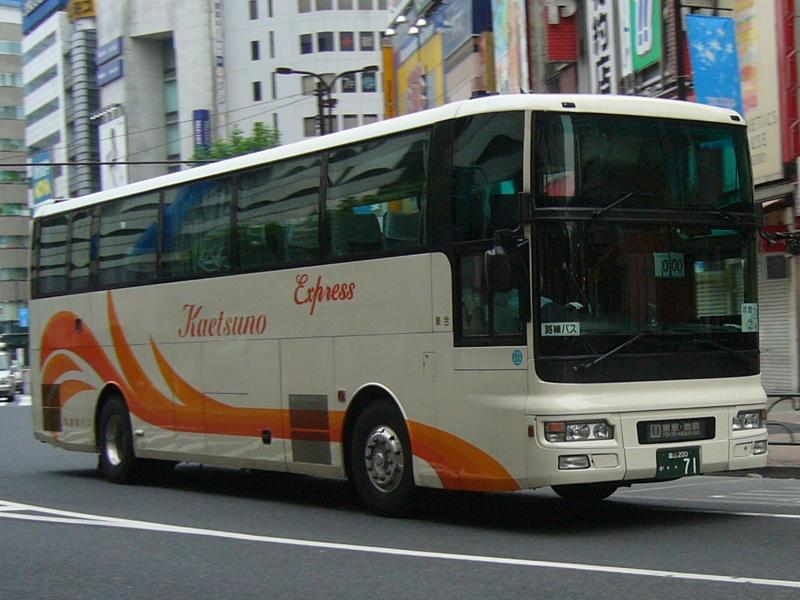
高速車
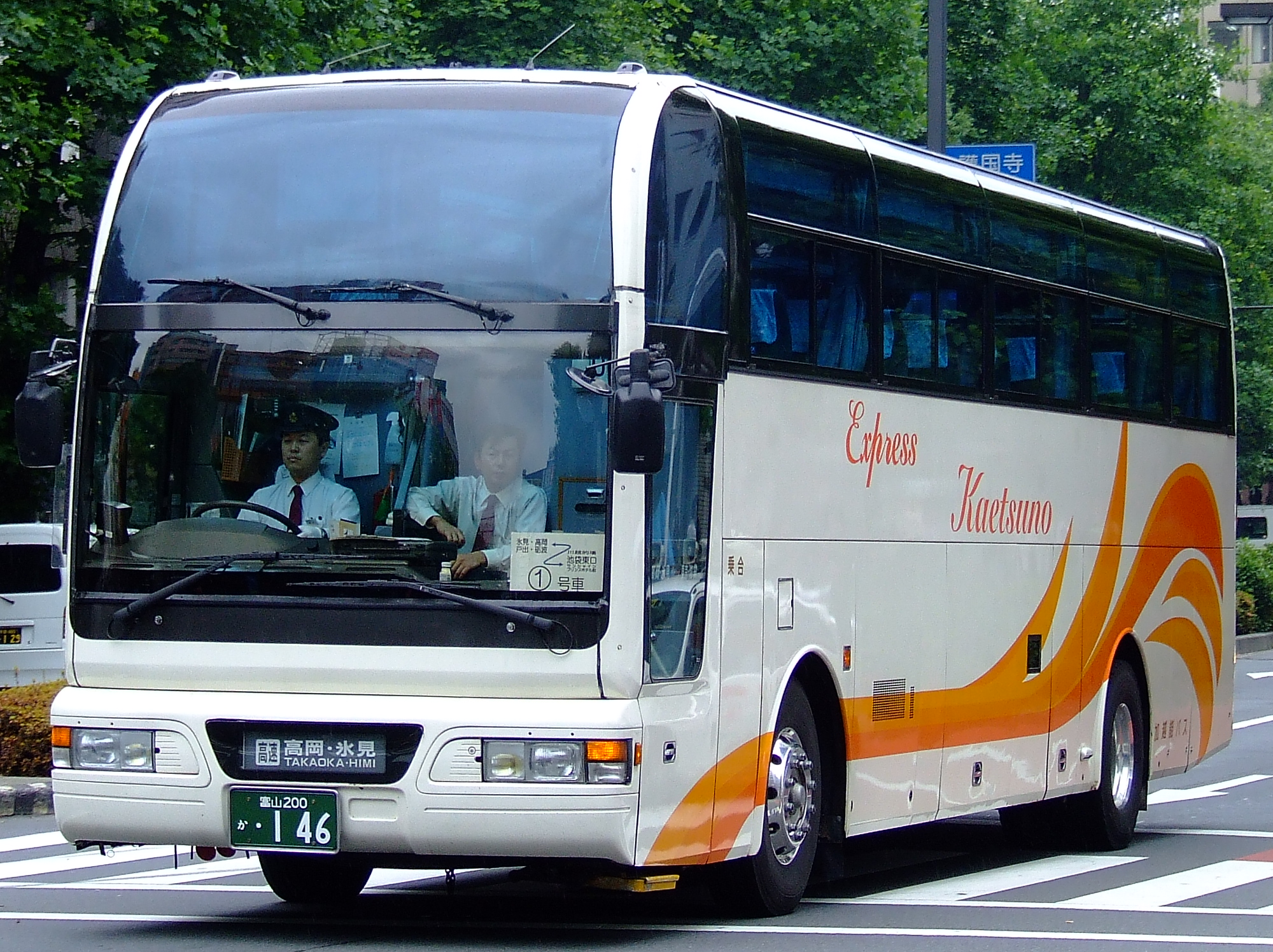
高速車（元西武バスの車両）

#### 貸切車
いすゞを除く3社になっているが2002年以降は三菱ふそうをメインとして導入しているため、三菱車の比率が上がっている。
三菱車においては親会社の富山地方鉄道と同様、1992年までは呉羽自動車製ボディーで導入されていた。エアロバスKを所有しているほか、かつてはキュービックスタイルのサンシャインデッカーやエアロクイーンKも稼働していたが、2000年代前半ごろまでに全車引退している。前述のとおり2002年以降はエアロバスをメインに三菱車を多く導入し、2008年には新型エアロクイーン、2009年にはエアロエースが増備されている。
2006年・2007年にはリフト付き大型バス（日産ディーゼル・スペースアロー）を2台導入し多様化するニーズに応えている。
カラーリングは富山地鉄と同様、クリーム色をベースにオレンジ色と茶色のラインが入ったデザインだったが、2002年から2007年に導入された車両は独自のデザインを採用している。これは火の鳥をモチーフにしたフェニックスカラーと呼ばれるもので、スーパーハイデッカーではピンク、ハイデッカーではイエロー、中型・小型車にはパープルを採用し、在来車の一部も塗り替えられていた。なお、高速路線車も2003年の新車より同様のデザインを採用したが、こちらはオレンジ色である。
2008年4月に同社及び富山地鉄、富山観光バスと共に貸切バス受注部門を統合したことを契機に、同年の新車2台（車種は前述）より白色とピンクを基調とした新グループ共通カラーが採用された。フェニックスカラーを含む既存の車両も順次塗り替えを進め、2011年ごろまでに完了させる予定である。

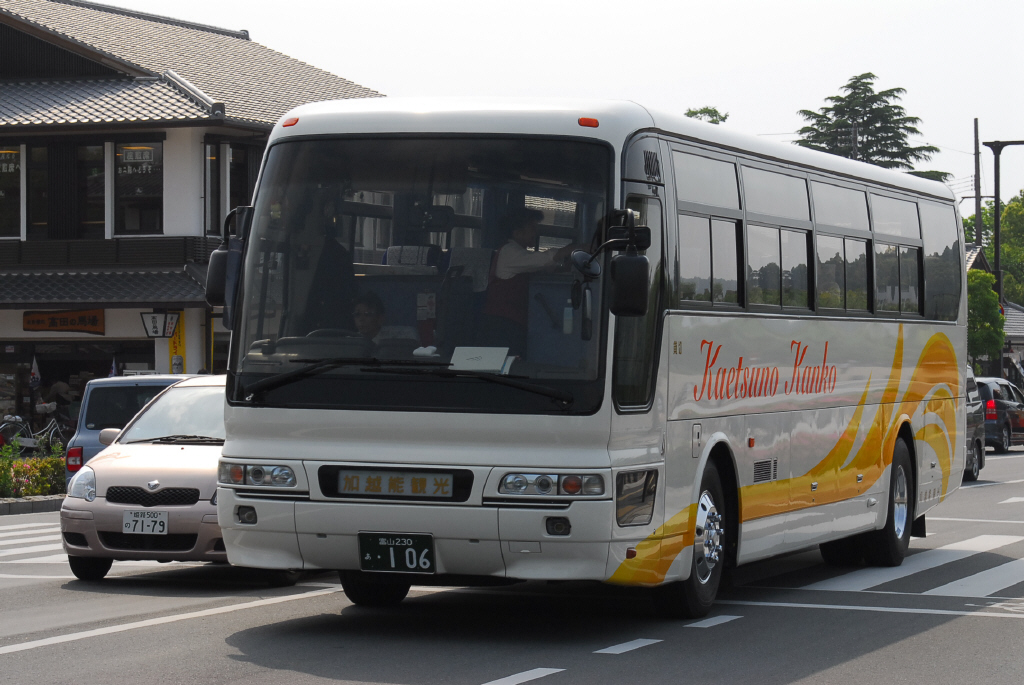
貸切車
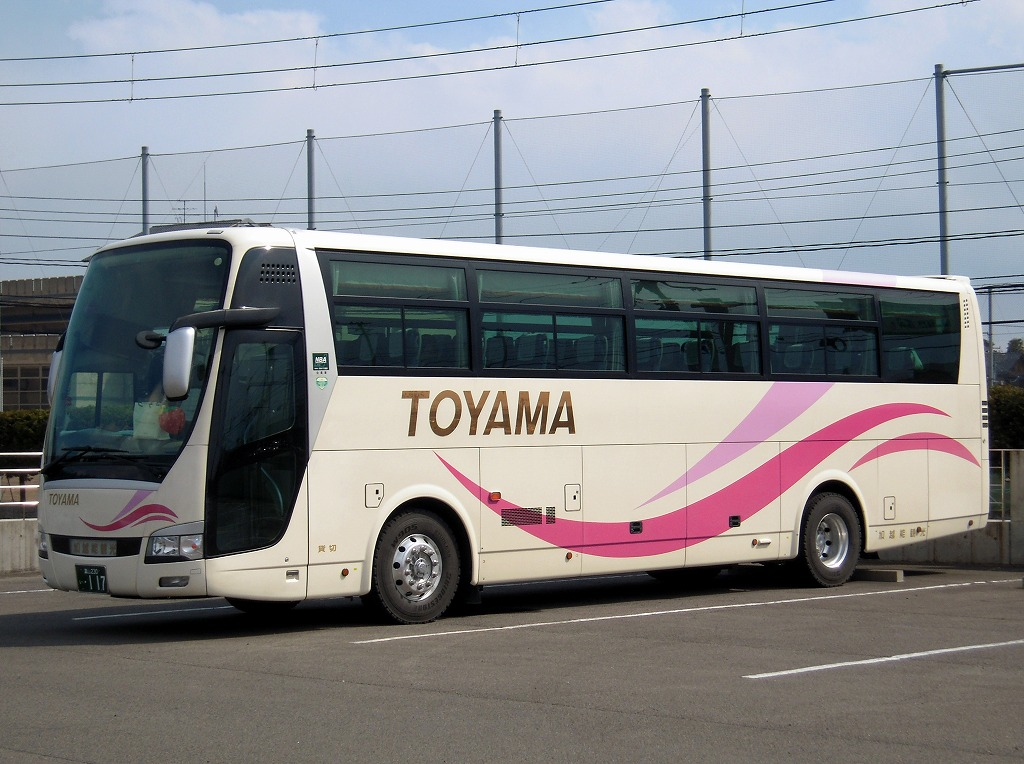
貸切車（新グループ共通カラー）
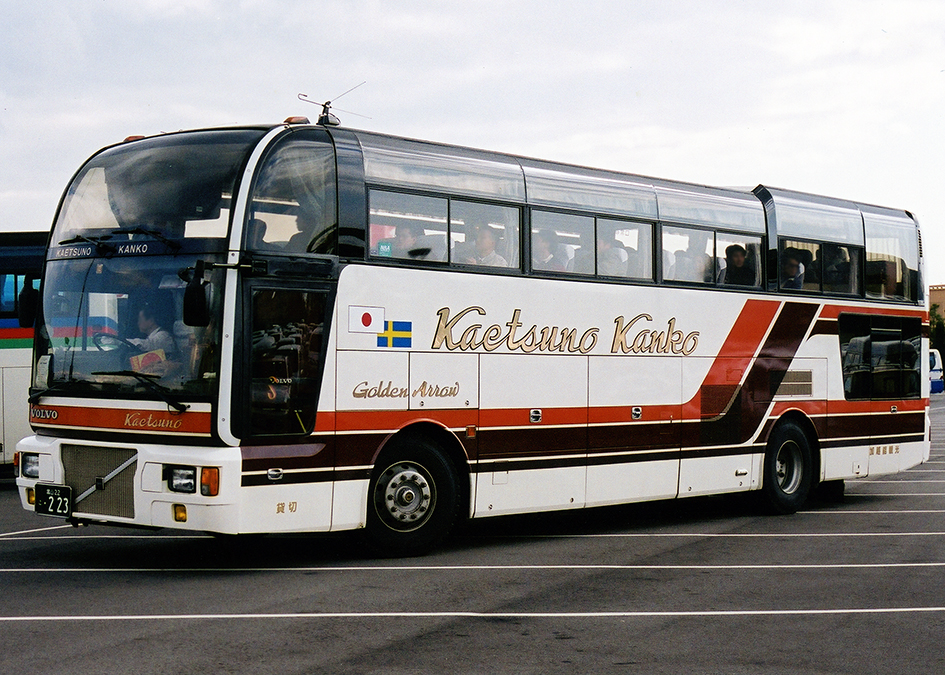
貸切車 ボルボ・アステローペ「ゴールデンアロー」

#### 車両その他
同社はこれまで積極的に新車を導入してきたが、2006年以降は大手事業者からの中古車も導入されている。一般路線車では2008年秋より神奈川中央交通を中心に西武バス・ライフバスからの中古車を導入していて、2009年には明石市交通部からの日産ディーゼル・RMノンステップが導入された。また、貸切車でも2006年以降は新車と同時に他事業者からの中古車も導入している。
方向幕は前述のLED化される前は幕式が採用されていたが富山地鉄とは異なり色分けはされておらず、すべて白地で系統番号が表記されていないほか、一部を除き経由地は青字、行き先は黒字で表記されている。

## その他の事業
保険代理店
加越能バス保険部が運営している。
- 保険サービスショップ：高岡店（富山県高岡市江尻字村中、加越能バス本社内）、魚津店（富山県魚津市上村木）
- アフラックサービスショップ：富山根塚店（富山県富山市根塚町）、東金沢駅前店（石川県金沢市三池栄町、子会社の金沢ファミリーが運営）
- 平和堂ほけん アルプラス フューチャーシティーファボーレ（富山県富山市婦中町轡田、フューチャーシティ・ファボーレ内） - 平和堂との共同運営。

スポーツ施設
- スポーツドームエアーズ：富山県高岡市向野町三丁目43番地19

## 過去の事業

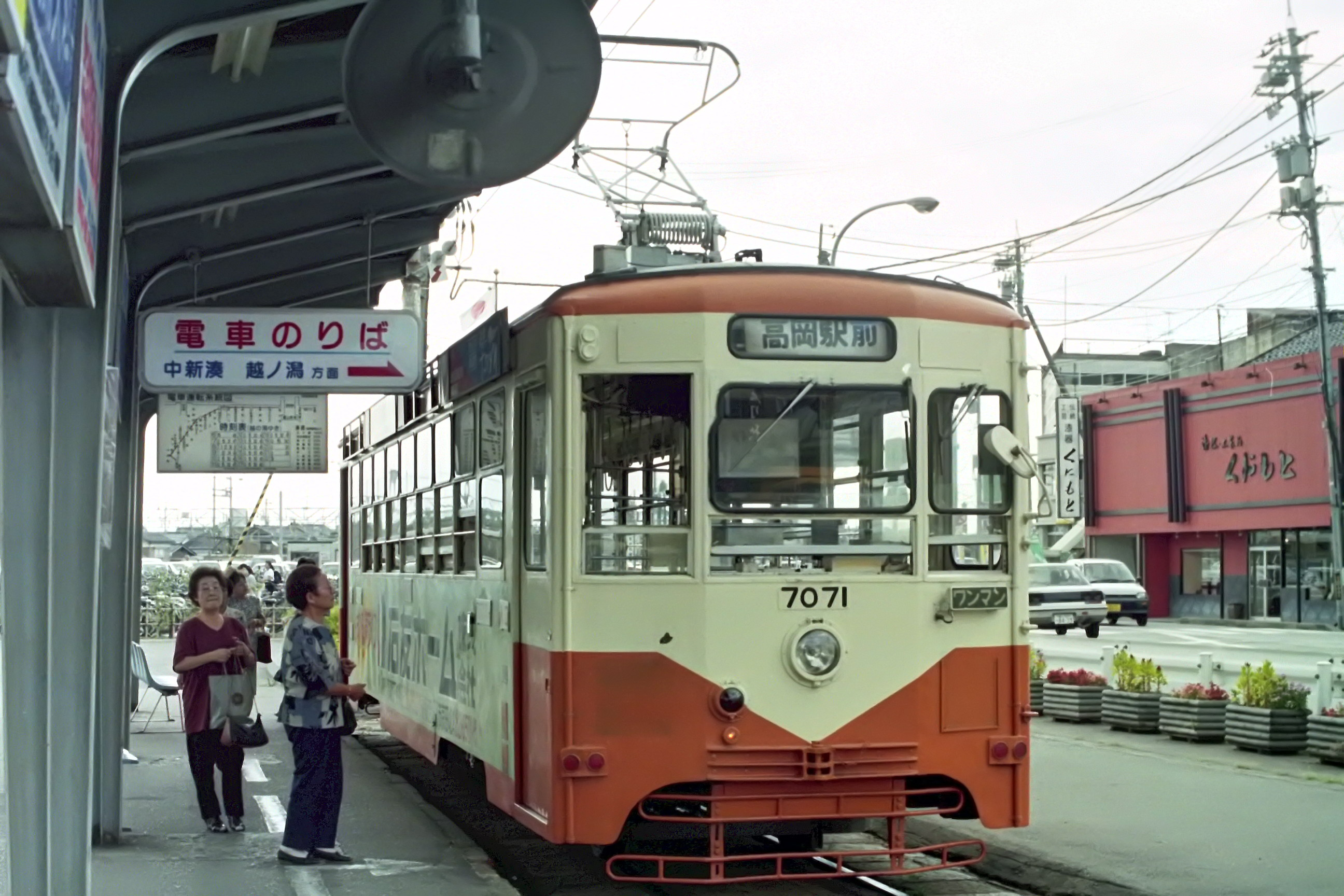
加越能鉄道時代の高岡駅前停留場

### 鉄軌道事業

#### 路線
- 加越線（鉄道）- 1972年廃止
- 新湊港線（鉄道）- 2002年譲渡
- 伏木線（軌道）- 1971年廃止
- 高岡軌道線（軌道）- 2002年譲渡

### 加越能高速鉄道計画
加越能鉄道の本来の設立目的である加越能高速鉄道計画は、富山 - 金沢、高岡 - 七尾の2つの路線の計画があった。富山 - 金沢については既に北陸本線（現在のあいの風とやま鉄道線とIRいしかわ鉄道線）があったが、加越能鉄道の計画は両都市を直線状に結び、かつ北陸本線が非電化の時代に電車を使用し、国鉄の半分の時間で走るというものであった。
1953年（昭和28年）2月27日に両路線の免許を申請し、1954年（昭和29年）5月に免許が下りたが、免許されたのは富山 - 金沢のみで、高岡 - 七尾については保留とされた。富山 - 金沢間の経由地を高岡に変更した上で1959年（昭和34年）12月に工事認可が下り、電鉄富山駅 - 太閤山（小杉町（現・射水市）） - 地鉄高岡駅の路線について用地買収を開始した。
1965年（昭和40年）頃までに予定の半分まで用地買収が終わっていたが、モータリゼーションの急速な進行により加越能鉄道・富山地鉄ともに乗客が減少したことや、北陸本線が複線電化されスピードアップが行われたこと、高度経済成長による地価の高騰など情勢の変化により、1970年（昭和45年）に計画中止、翌1971年（昭和46年）に起業廃止を申請した。買収された線路用地は財団法人富山県民福祉公社に買い取られ、中央サイクリングロード（富山県道370号富山庄川小矢部自転車道線の一部）として転用されている。
予定では、電鉄富山駅を起点として、富山市街地を松川右岸の高架線、安野屋を経て神通川を渡り、新富山、富山大学の南側、下野、寺町を経て呉羽丘陵をトンネルで抜け、呉羽町、花ノ木、中老田、塚越、黒河、太閤山、水戸田、庄川を渡り、蓮花寺、大野、新高岡駅というルートとなっていた。